# 마음작용 (대승오온론·광오온론)
이 문서는 대승불교의 유식유가행파의 주요 논서인 세친의 《대승오온론》과 그 주석서인 안혜의 《대승광오온론》에서 설명하고 있는 마음작용 즉 심소법(心所法)에 대해 다룬다. 마음작용에 대한 전체적 · 일반적 내용은 '마음작용 문서'에서 다루고 있다.
부파불교의 설일체유부에 출가하였다가 후에 대승불교로 전향한,
유식유가행파의 논사 세친(世親, Vasubandhu: 316?~396?)은 자신의 저서 《대승오온론》에서 마음작용[心所法, 心法]이란 마음과 상응(相應)하는 모든 법(法)을 통칭하는 것이라고 정의하고 있다. 이 정의는 설일체유부의 《아비달마품류족론》 등에서의 정의와 동일하다. 다만 한역본에서 '마음작용'의 번역어가 '심소법(心所法)'이라 되어 있지 않고 '심법(心法)'이라 되어 있다는 점에서 차이가 있다. 심법은 일반적으로 마음작용이 아니라 마음(6식 또는 8식, 즉 심왕)을 가리키는데 사용되는 낱말이다.
세친은 《대승오온론》에서 마음작용에 속한 법들로 촉(觸) · 작의(作意)에서 심(尋) · 사(伺)에 이르기까지 총 51가지 법을 들고 있으며, 이들 51가지 법들을 변행심소(遍行心所: 5가지) · 별경심소(別境心所: 5가지) · 선심소(善心所: 11가지) · 번뇌심소(煩惱心所: 6가지) · 수번뇌심소(隨煩惱心所: 20가지) · 불결정심소(不決定心所: 4가지)로 나누고 있다. 여기서 '불결정심소'는 보다 일반적인 명칭으로는 부정심소(不定心所)라고 한다.

## 정의
《대승오온론》에서는 마음작용[心所法, 心法]을 다음과 같이 정의하고 있다. 이에 따르면, 5온 가운데 행온(行蘊)은 마음작용(심소법)과 심불상응행법의 2그룹으로 나뉘는데, 마음작용(심소법)은 '마음과 상응하는 모든 법(諸法與心相應)'으로 정의된다. 그리고 총 51가지의 법이 마음작용에 속한다고 말하고 있다.
云何行蘊。謂除受想。諸餘心法及心不相應行。云何名為諸餘心法。謂彼諸法與心相應。彼復云何。謂觸作意受想思。欲勝解念三摩地慧。信慚愧無貪善根無瞋善根無癡善根精進輕安不放逸捨不害。貪瞋慢無明見疑。忿恨覆惱嫉慳誑諂憍害無慚無愧惛沈掉舉不信懈怠放逸忘念散亂不正知。惡作睡眠尋伺。— 《대승오온론》. p. 848c01 - 848c09. 한문본

어떤 것이 행온인가. 수온과 상온을 제외한 나머지 모든 심소법[心法] 및 심불상응행법(心不相應行法)이다. 어떤 것이 나머지 모든 심소법인가. 마음과 상응하는 저 모든 법을 말한다. ‘저 모든 법’은 또 어떠한 것인가. 촉(觸) · 작의(作意) · 수(受) · 상(想) · 사(思) · 욕(欲) · 승해(勝解) · 염(念) · 삼마디[三摩地] · 혜(慧) · 신(信) · 참(慚) · 괴 (愧) · 무탐(無貪)선근 · 무진(無瞋)선근 · 무치(無癡)선근 · 정진(精進) · 경안(輕安) · 불방일(不放逸) · 사(捨) · 불해(不害) · 탐(貪) · 진 (瞋) · 만(慢) · 무명(無明) · 견(見) · 의(疑) · 분(忿) · 한(恨) · 부(覆) · 뇌(惱) · 질(嫉) · 간(慳) · 광(誑) · 첨(諂) · 교(憍) · 해 (害) · 무참(無慚) · 무괴(無愧) · 혼침(惛沈) · 도거(掉舉) · 불신(不信) · 해태(懈怠) · 방일(放逸) · 망념(忘念) · 산란(散亂) · 부정지(不正知) · 악작(惡作) · 수면(睡眠) · 심(尋) · 사(伺)이다.— 《대승오온론》. 2쪽. 한글본

## 분류
《대승오온론》에서는 마음작용에 속한 총 51가지 법들을 다음과 같이 6종으로 분류하고 있다.
1. 변행심소(遍行心所: 5가지): 촉(觸) · 작의(作意) · 수(受) · 상(想) · 사(思)
2. 별경심소(別境心所: 5가지): 욕(欲) · 승해(勝解) · 염(念) · 삼마지(三摩地) · 혜(慧)
3. 선심소(善心所: 11가지): 신(信) · 참(慚) · 괴(愧) · 무탐선근(無貪善根) · 무진선근(無瞋善根) · 무치선근(無癡善根) · 정진(精進) · 경안(輕安) · 불방일(不放逸) · 사(捨) · 불해(不害)
4. 번뇌심소(煩惱心所: 6가지): 탐(貪) · 진(瞋) · 만(慢) · 무명(無明) · 견(見) · 의(疑)
5. 수번뇌심소(隨煩惱心所: 20가지): 분(忿) · 한(恨) · 부(覆) · 뇌(惱) · 질(嫉) · 간(慳) · 광(誑) · 첨(諂) · 교(憍) · 해(害) · 무참(無慚) · 무괴(無愧) · 혼침(惛沈) · 도거(掉舉) · 불신(不信) · 해태(懈怠) · 방일(放逸) · 망념(忘念) · 산란(散亂) · 부정지(不正知)
6. 불결정심소(不決定心所: 4가지) 또는 부정심소(不定心所): 악작(惡作) · 수면(睡眠) · 심(尋) · 사(伺)

云何名為諸餘心法。謂彼諸法與心相應。彼復云何。謂觸作意受想思。欲勝解念三摩地慧。信慚愧無貪善根無瞋善根無癡善根精進輕安不放逸捨不害。貪瞋慢無明見疑。忿恨覆惱嫉慳誑諂憍害無慚無愧惛沈掉舉不信懈怠放逸忘念散亂不正知。惡作睡眠尋伺。是諸心法。五是遍行。五是別境。十一是善六是煩惱。餘是隨煩惱。四是不決定。— 《대승오온론》. p. 848c03 - 848c11. 한문본

어떤 것이 나머지 모든 심소법인가. 마음과 상응하는 저 모든 법을 말한다. ‘저 모든 법’은 또 어떠한 것인가. 촉(觸) · 작의(作意) · 수(受) · 상(想) · 사(思) · 욕(欲) · 승해(勝解) · 염(念) · 삼마디[三摩地] · 혜(慧) · 신(信) · 참(慚) · 괴 (愧) · 무탐(無貪)선근 · 무진(無瞋)선근 · 무치(無癡)선근 · 정진(精進) · 경안(輕安) · 불방일(不放逸) · 사(捨) · 불해(不害) · 탐(貪) · 진 (瞋) · 만(慢) · 무명(無明) · 견(見) · 의(疑) · 분(忿) · 한(恨) · 부(覆) · 뇌(惱) · 질(嫉) · 간(慳) · 광(誑) · 첨(諂) · 교(憍) · 해 (害) · 무참(無慚) · 무괴(無愧) · 혼침(惛沈) · 도거(掉舉) · 불신(不信) · 해태(懈怠) · 방일(放逸) · 망념(忘念) · 산란(散亂) · 부정지(不正知) · 악작(惡作) · 수면(睡眠) · 심(尋) · 사(伺)이다.

이 모든 심소법에서 다섯 가지는 변행(遍行) 심소이고, 다섯 가지는 별경(別境) 심소이고, 열한 가지는 선(善) 심소이고, 여섯 가지는 번뇌 심소이고, 그 나머지는 수번뇌(隨煩惱)이고, 네 가지는 결정되지 않은 것이다.— 《대승오온론》. 2-3쪽. 한글본

## 한글 명칭
《대승오온론》과 《대승광오온론》의 한글 번역본 등에 따르면 각각의 마음작용의 한자 명칭은 대체로 다음과 같이 번역될 수 있다.
| 51가지 마음작용의 한글 번역 명칭 1. 변행심소(遍行心所: 5가지) 1. (1) 촉(觸): 접촉 2. (2) 작의(作意): 작의, 마음을 일으킴, 기억을 일으킴 3. (3) 수(受): 감수작용, 지각 4. (4) 상(想): 표상작용 5. (5) 사(思): 의사, 의지, 추진 2. 별경심소(別境心所: 5가지) 1. (6) 욕(欲): 희망, 욕구 2. (7) 승해(勝解): 확실한 이해 3. (8) 염(念): 관, 정념, 4념처 4. (9) 삼마지(三摩地): 대상과 하나됨, 선정과 삼매 5. (10) 혜(慧): 택법, 지혜 3. 선심소(善心所: 11가지) 1. (11) 신(信): 믿음, 청정 2. (12) 참(慚): 부끄러워함 3. (13) 괴(愧): 뉘우침 4. (14) 무탐선근(無貪善根): 염착이 없음 5. (15) 무진선근(無瞋善根): 자애로움, 자(慈), 사랑 6. (16) 무치선근(無癡善根): 어리석지 않음, 바른 앎, 바른 실천 7. (17) 정진(精進): 정진 8. (18) 경안(輕安): 조화롭고 가뿐함, 평안 9. (19) 불방일(不放逸): 성실 10. (20) 사(捨): 고요, 평정 11. (21) 불해(不害): 해치지 않음, 비(悲), 연민 4. 번뇌심소(煩惱心所: 6가지) 1. (22) 탐(貪): 탐착 2. (23) 진(瞋): 손해를 입히는 것을 좋아함 3. (24) 만(慢): 오만 1. (24.1) 만(慢): 만 2. (24.2) 과만(過慢): 과만 3. (24.3) 만과만(慢過慢): 만과만 4. (24.4) 아만(我慢): 아만 5. (24.5) 증상만(增上慢): 증상만 6. (24.6) 비만(卑慢): 비만 7. (24.7) 사만(邪慢): 사만 4. (25) 무명(無明): 무명, 무지(無智) 5. (26) 견(見): 그릇된 견해 1. (26.1) 살가야견(薩迦耶見): 살가야견 2. (26.2) 변집견(邊執見): 변집견 3. (26.3) 사견(邪見): 사견 4. (26.4) 견취(見取): 견취 5. (26.5) 계금취(戒禁取): 계금취 6. (27) 의(疑): 의심, 주저함, 미룸 5. 수번뇌심소(隨煩惱心所: 20가지) 1. (28) 분(忿): 분노, 비난과 성냄 2. (29) 한(恨): 원한 3. (30) 부(覆): 숨김 4. (31) 뇌(惱): 괴롭힘 5. (32) 질(嫉): 질투 6. (33) 간(慳): 아까워함, 인색 7. (34) 광(誑): 속임 8. (35) 첨(諂): 아첨, 심곡 9. (36) 교(憍): 교만 10. (37) 해(害): 해침 11. (38) 무참(無慚): 부끄러워하지 않음 12. (39) 무괴(無愧): 뉘우치지 않음 13. (40) 혼침(惛沈): 몽매함 14. (41) 도거(掉舉): 고요하지 않음 15. (42) 불신(不信): 믿지 않음 16. (43) 해태(懈怠): 게으름 17. (44) 방일(放逸): 노는 것, 불성실 18. (45) 망념(忘念): 관을 놓침, 정념을 놓침, 4념처를 놓침 19. (46) 산란(散亂): 마음의 분산 20. (47) 부정지(不正知): 바르게 알지 못함, 바르지 않은 앎, 오염된 앎 6. 불결정심소(不決定心所: 4가지) 1. (48) 악작(惡作): 후회, 추회 2. (49) 수면(睡眠): 잠, 흐릿함, 비활동적임 3. (50) 심(尋): 대강의 모습을 분별함 4. (51) 사(伺): 정밀하게 살펴봄 |

## 소의·능의 분별
《대승광오온론》에 따르면, 마음작용의 각각의 법들과 다른 법들 간에는 다음과 같은 소의(所依) · 능의(能依) 관계가 성립된다. 소의는 능의의 의지처, 근거 또는 발동근거가 되는 법을 뜻하고, 능의는 소의를 근거 또는 바탕으로 하여 작용하는 법을 뜻한다.
| 51가지 마음작용과 다른 법들과의 소의 · 능의 관계 1. 변행심소(遍行心所: 5가지) 1. (1) 촉(觸) → 수(受) 2. (2) 작의(作意) → 갖가지 마음과 마음작용 3. (3) 수(受) → ? 4. (4) 상(想) → ? 5. (5) 사(思) → 선 · 불선 · 무기의 추진 2. 별경심소(別境心所: 5가지) 1. (6) 욕(欲) → 정진(精進) 2. (7) 승해(勝解) → ? 3. (8) 염(念) → 불산란(不散亂), 즉 삼마지(三摩地: 선정과 삼매) 4. (9) 삼마지(三摩地) → 지혜[智, 즈냐나] 5. (10) 혜(慧) → 의(疑)를 끊음 3. 선심소(善心所: 11가지) 1. (11) 신(信) → 욕(欲) 2. (12) 참(慚) → 악행을 막고 그침 3. (13) 괴(愧) → 악행을 막고 그침 4. (14) 무탐선근(無貪善根) → 악행을 일으키지 않음 5. (15) 무진선근(無瞋善根) → 악행을 일으키지 않음 6. (16) 무치선근(無癡善根) → 악행을 일으키지 않음 7. (17) 정진(精進) → 선법을 완전히 성취함 8. (18) 경안(輕安) → 장애를 제거함 9. (19) 불방일(不放逸) → 정행(正行) 10. (20) 사(捨) → 정행(正行) 11. (21) 불해(不害) → 불손뇌(不損惱) 4. 번뇌심소(煩惱心所: 6가지) 1. (22) 탐(貪) → 고(苦)를 낳음 2. (23) 진(瞋) → 불안온(不安隱)과 악행 3. (24) 만(慢) → ? 1. (24.1) 만(慢) 2. (24.2) 과만(過慢) → ? 3. (24.3) 만과만(慢過慢) → ? 4. (24.4) 아만(我慢) → ? 5. (24.5) 증상만(增上慢) → ? 6. (24.6) 비만(卑慢) → ? 7. (24.7) 사만(邪慢) → 존중이 생기지 않게 함 4. (25) 무명(無明) → 의(疑) 5. (26) 견(見) 1. (26.1) 살가야견(薩迦耶見) → 나머지 4견 2. (26.2) 변집견(邊執見) → 중도와 출리(出離)를 장애 3. (26.3) 사견(邪見) → 선근을 끊고 불선근을 견고히 함, 불선을 낳고 선을 낳지 않음 4. (26.4) 견취(見取) → 선근을 끊고 불선근을 견고히 함, 불선을 낳고 선을 낳지 않음 5. (26.5) 계금취(戒禁取) → 헛된 노력과 고행 6. (27) 의(疑) → 선법을 낳지 않음 5. 수번뇌심소(隨煩惱心所: 20가지) 1. (28) 분(忿) → 폭력 2. (29) 한(恨) → 불인(不忍) 3. (30) 부(覆) → 불안온(不安隱) 4. (31) 뇌(惱) → 불안온(不安隱) · 비복(非福: 박복함) · 악명 5. (32) 질(嫉) → 우고(憂苦: 근심과 괴로움) 6. (33) 간(慳) → 무염족(無厭足) 7. (34) 광(誑) → 사명(邪命: 삿된 생활, 그릇된 생활) 8. (35) 첨(諂) → 바른 가르침과 꾸짖음을 장애함 9. (36) 교(憍) → 선근의 소모 10. (37) 해(害) → 폭력 11. (38) 무참(無慚) → 모든 번뇌를 조력함 12. (39) 무괴(無愧) → 모든 번뇌를 조력함 13. (40) 혼침(惛沈) → 모든 번뇌 14. (41) 도거(掉舉) → 사마타(奢摩他) 즉 지(止)를 장애 15. (42) 불신(不信) → 해태(懈怠: 게으름) 16. (43) 해태(懈怠) → 정진을 장애 17. (44) 방일(放逸) → 불선법의 증대와 선법의 감소 18. (45) 망념(忘念) → 산란(散亂) 19. (46) 산란(散亂) → 이욕(離欲)을 장애 20. (47) 부정지(不正知) → 계율을 어김 6. 불결정심소(不決定心所: 4가지) 1. (48) 악작(惡作) → ? 2. (49) 수면(睡眠) → 과실(過失: 허물, 잘못) 3. (50) 심(尋) → 낙촉(樂觸) · 고촉(苦觸) 등의 촉(觸) 4. (51) 사(伺) → ? |

## 개별 법의 설명 (51가지)
아래 목록은 《대승오온론》과 《대승광오온론》에 나타난 순서대로 나열되어 있으며, 해당 정의와 설명도 이 두 논서에 따른 것이다. 《대승광오온론》이라고 언급하지 않은 경우 해당 정의 또는 설명은 《대승오온론》에 따른 것이다.

### 변행심소(遍行心所: 5가지)

#### (1) 촉(觸)
촉(觸, 접촉, 3사화합 · 분별 · 변이,
산스크리트어: sparśa,
팔리어: phassa,
영어: contact)은 3화합분별(三和合分別)을 자성[性, 본질적 성질]으로 하는 마음작용, 즉 마음과 상응하는 법이다.
《대승광오온론》의 해설에 따르면, 3화합(三和合)이란 근 · 경 · 식이 화합하는 것 즉 이들 3가지가 서로 접촉하는 것을 말한다. 예를 들어 안근과 색경과 안식이 화합하는 것을 말한다. 또한 《대승광오온론》의 해설에 따르면 이러한 종류의 갖가지 화합 즉 3화합으로부터 갖가지 마음(6식 또는 8식, 즉 심왕, 즉 심법)과 마음작용이 발생[生]하기 때문에 이러한 화합을 촉(觸)이라고 이름한다.
촉(觸)의 본질적 작용[業]은 수(受: 지각, 느낌, 감수작용)의 마음작용의 소의(所依) 즉 의지처 또는 발동근거가 되는 것이다.

#### (2) 작의(作意)
작의(作意, 마음을 일으킴, 기억을 일으킴, 주의, 유의, 발동과 유지,
산스크리트어: manasikara,
팔리어: manasikara,
영어: attention,
act of attention,
ego-centric demanding)는 마음으로 하여금 발오(發悟)하게 하는[能令心發悟] 것을 자성으로 하는 마음작용, 즉 마음과 상응하는 법이다.
《대승광오온론》의 해설에 따르면, 발오(發悟)는 마음과 마음작용이 현전(現前)에서 즉 현재 시점에서 경동(警動: 놀라서 움직임)하는 것을 말한다. 따라서 작의는 마음으로 하여금 발오하게 하는 마음작용 즉 마음과 마음작용으로 하여금 바로 지금 시점에서 경동하게 하는 마음작용이다. 그리고 이렇게 발오 또는 경동되는 마음과 마음작용이란 억념(憶念) 즉 기억을 뜻한다[是憶念義]. 즉 작의는 기억이 현재화되게 하는 마음작용이다.
작의(作意)의 본질적 작용[業]은 마음(여기서는 억념 즉 기억을 뜻함, 즉 의근을 뜻함)을 임지(任持: 맡아서 유지함)하고 반연(攀緣: ~을 의지함, ~을 근거로 하여 일어남)하는 것[任持攀緣心]이다. 달리 말하면, 과거, 즉 축적된 경험의 총체, 즉 의근(意根)을 근거로 하여, 선한 것이건 악한 것이건 혹은 무기의 것이건 갖가지 마음과 마음작용이 현재 시점에서 일어나게 하는 것이 작의의 본질적 작용[業]이다.

#### (3) 수(受)
수(受, 감수작용, 지각, 느낌, 과보의 영납,
산스크리트어: vedanā,
팔리어: vedanā,
영어: feeling,
sensation)는 5온 가운데 수온(受蘊)에 해당하며, 3가지 영납(領納: 감수작용)을 자성으로 하는 마음작용, 즉 마음과 상응하는 법이다.
3가지 영납은 고(苦) · 낙(樂) · 불고불락(不苦不樂)의 3가지 느낌[受]을 말하며, 다음과 같이 정의된다.
- 고(苦: 괴로움의 느낌)는 일 또는 대상이 생겨날 때 그것과 떨어지려는 욕구가 있는 것[生時有乖離欲]이다.
- 낙(樂: 즐거움의 느낌)은 일 또는 대상이 사라질 때에 그것과 떨어지지 않으려는 욕구가 있는 것[滅時有和合欲]이다.
- 불고불락(不苦不樂: 괴롭지도 즐겁지도 않음의 느낌)은 이 2가지 욕구가 없는 것[無二欲]이다.

《대승광오온론》의 해설에 따르면, 수(受)는 식(識) 즉 마음의 영납작용[領納, 감수작용, 지각]을 말한다[受謂識之領納]. 안혜의 이러한 해석은 각각의 마음작용을 개별적 실체로 보며 또한 이것들이 비록 마음과 상응하여 함께 작용하기는 하지만 기본적으로 마음과는 별도의 실체라고 보는 부파불교의 설일체유부의 견해와는 차이가 있다.

#### (4) 상(想)
상(想, 표상작용, 취상(取像), 취상(取相), 구료상(搆了相),
산스크리트어: saṃjñā,
팔리어: saññā,
영어: perception, cognition,
conceptualization, distinguishing,
idea)은 5온 가운데 상온(想蘊)에 해당하며, 취상(取相: 표상작용) 즉 경계(境界)에 대해 갖가지 상(相)을 취하는 것[於境界取種種相]을 자성으로 하는 마음작용, 즉 마음과 상응하는 법이다.
《대승광오온론》의 해설에 따르면, 갖가지 경계(境界)에 대해 그 상(相)을 취하는 표상작용[取諸境相]으로서의 상(想)의 마음작용은 '매우 뛰어나다[增勝]'는 특징을 가진다. 그리고 매우 뛰어나다는 것은 강력[大力]하다는 것을 뜻한다. 즉 안혜는 표상작용은 여러 마음작용들 중에서도 특히 그 세력이 강한 것으로 인간의 의식활동에 있어 강력한 영향을 끼친다고 말하고 있다.

#### (5) 사(思)
사(思, 의사, 의지, 추진, 조작(造作), 짓고 만듦,
산스크리트어: cetanā,
팔리어: cetanā,
영어: volition,
directionality of mind, attraction,
urge)는 공덕(功德)과 과실(過失) 그리고 공덕도 과실도 아닌 것에 대해 마음으로 하여금 의업(意業: 정신적 행위)을 짓게[造作] 하는 것[令心造作意業]을 자성으로 하는 마음작용, 즉 마음과 상응하는 법이다.
《대승광오온론》의 해설에 따르면, 공덕(功德)과 과실(過失) 그리고 공덕도 과실도 아닌 것이란 선 · 불선 · 무기를 말한다.
사(思)의 본질적 작용[業]은 선심(善心: 선한 마음) · 불선심(不善心: 악한 마음) · 무기심(無記心: 선하지도 악하지도 않은 마음)을 추진(推進)하는 것[能推善不善無記心]이다. 예를 들어, 작의(作意)에 의해 발오(發悟) 또는 경동(警動)된 선한 마음, 악한 마음 또는 선하지도 악하지도 않은 마음, 혹은 좋은 기억, 나쁜 기억 또는 좋지도 나쁘지도 않은 기억을 단지 발오 또는 경동된 상태에서 가만히 두는 것이 아니라 거기에 의지를 더하여서 그 마음 또는 기억을 추진하는 것과 같은 것들이 사(思)의 본질적 작용이다.

### 별경심소(別境心所: 5가지)

#### (6) 욕(欲)
욕(欲, 희망, 욕구, 희망의 인발,
산스크리트어: chanda,
팔리어: chanda,
영어: intention, interest,
desire to act,
desire for action, aspiration)은 가애사(可愛事) 즉 애락(愛樂: 사랑스러워하고 즐거워함)할 만한 일 또는 좋아하고 즐거워할 만한 일에 대해 희망(希望: 앞일에 대하여 기대를 가지고 바람)하는 것[於可愛事希望]을 자성으로 하는 마음작용, 즉 마음과 상응하는 법이다.
《대승광오온론》의 해설에 따르면, 가애사(可愛事)는 가애락사(可愛樂事) 또는 애락사(愛樂事)라고도 하는데, 즐겨 보고 듣는 것 등의 일[可愛見聞等事]을 말한다.
욕(欲)은 원요희구(願樂希求) 즉 원하고 좋아하고 바라고 구한다는 의미이다.
욕(欲)의 본질적 작용[業]은 선심소에 속한 마음작용인 정진(精進)의 소의(所依) 즉 의지처 또는 발동근거가 되는 것이다. 주목할 만한 점으로는, 이 해설에서 안혜는 욕(欲)을 욕망 · 탐욕 등과 같은 부정적인 의미로 해석하고 있는 것이 아니라, 의욕 · 욕구 · 희망 등과 같은 긍정적인 의미로 해석하고 있다.

#### (7) 승해(勝解)
승해(勝解, 확실한 이해, 뛰어난 이해, 인가와 유지[印持],
산스크리트어: adhimokṣa,
adhimoksha,
adhimukti,
팔리어: adhimokkha,
영어: interest,
intensified interest,
decision,
firm conviction,
resolution,
approval)는 결정사(決定事) 즉 결정할 일에 대해 요별한 바대로 즉 아는 바대로 인가(印可: 확실하게 확인한 후 승인함)하는 것[於決定事即如所了印可]을 자성으로 하는 마음작용, 즉 마음과 상응하는 법이다.
《대승광오온론》의 해설에 따르면, 결정사(決定事)는 결정경(決定境)이라고도 하는데 5온 등을 말한다. 뒤집어 말하면, 5온 등은  결정사이다. 즉 (불교도라면) 확실히 이해해야 하는 대상이다.
《대승광오온론》에 따르면 승해(勝解) 즉 확실한 이해란 예를 들어 세친(世親)의 5온에 대한 언급을 들 수 있다. 세친은 5온에 대하여 "색온은 마치 물방울[聚沫]과 같고, 수온은 물거품[水泡]과 같고, 상온은 아지랑이[陽炎]와 같고, 행온은 파초(芭蕉)와 같고, 식온은 마치 환영으로 나타나는 대상[幻境]과 같다(色如聚沫 受如水泡 想如陽炎 行如芭蕉 識如幻境)"라고 진술하였는데 이러한 것이 승해(勝解) 즉 확실한 이해 또는 뛰어난 이해에 해당한다. 또한, 이 예처럼 갖가지 법의 자상(自相) 즉 본질적 성질에 대해 결정하는 것[生決定]도 승해(勝解) 즉 확실한 이해 또는 뛰어난 이해에 해당한다. 그리고 여기서 말하는 결정(決定)이란 인지(印持: 새기고 유지함, 즉 도장 찍듯이 마음에 확실히 이해를 새긴 후 그 이해를 상실하지 않고 유지함)를 의미한다.
승해(勝解) 즉 확실한 이해 또는 뛰어난 이해의 본질적 작용[業]은 다른 것들을 끌어다올 필요가 없게 하는 것[餘無引轉]이다. 즉 아주 확실한 또는 아주 뛰어난[增勝] 이해이기 때문에 다른 이해를 끌어올 필요가 없는 것[餘所不能引: 문자 그대로는 '나머지 다른 것들을 끌어올 수가 없음']이다. 이것은 뒤집어 말하면, 예를 들어 어떤 법을 확실히 이해하고 있지 못하다고 한다면, 그 법의 자상(自相)에 대한 다른 이해, 설명 또는 논설을 끌어다와야 하며, 그렇게 하여 확실한 이해가 생기게 하여야 한다는 것을 의미한다.

#### (8) 염(念)
염(念, 관, 정념, 4념처, 끊임없는 수동적 관찰,
명기(明記)와 불망(不忘), 주의집중, 불산란,
산스크리트어: smṛti,
팔리어: sati,
영어: mindfulness,
awareness,
inspection,
recollection,
retention,
memory)은 관습사(串習事) 즉 관습적인 일 즉 이미 만났던 적이 있는 일 또는 예전에 익힌 일에 대해 마음으로 하여금 잊지 않고 분명히 기억하게 하는 것[令心不忘明記]을 자성으로 하는 마음작용, 즉 마음과 상응하는 법이다.
《대승광오온론》의 해설에 따르면, 관습사(串習事)는 동음이철의 다른 한자어로 관습사(慣習事)라고도 하는데, '이미 익힌 행[曾所習行]' 즉 '이미 경험한 또는 이미 되풀이 되고 있는 또는 이미 익숙한 행'을 말한다.
염(念, 끊임없는 수동적 관찰, 주의집중)의 본질적 작용[業]은 불산란(不散亂) 즉 삼마지(三摩地: 선정과 삼매)의 마음작용의 소의(所依) 즉 의지처 또는 발동근거가 되는 것이다. 즉 염(念) 즉 '관습사에 대해 분명히 기억한다는 것'은 이미 익숙한 것, 예를 들어 5온 등에 대해 이미 익숙한 것이므로 잊어버리거나[忘] 분명한 기억을 가지지 않는 것이 아니라 오히려 그것들에 대해 잊어버리지 않고[不忘] 분명한 기억을 가지는[明記] 것 즉 그것들에 대해 '수동적 주의집중 또는 관찰'을 끊임없이 유지하는 것을 말한다. 즉, 8정도 가운데 정념(正念) 또는 37도품 가운데 4념처를 뜻한다.

#### (9) 삼마지(三摩地)
삼마지(三摩地, 심일경, 대상과 하나됨, 전일(專一), 선정과 삼매,
산스크리트어: samādhi,
팔리어: samādhi,
산스크리트어: ekāgratā,
팔리어: ekaggatā,
영어: concentration,
one-pointedness,
unification,
unification of mind)는 소관사(所觀事) 즉 관찰해야 할 일에 대해 마음으로 하여금 대상과 하나가 되어 산란하지 않게 하는 것[令心一境不散]을 자성으로 하는 마음작용, 즉 마음과 상응하는 법이다.
《대승광오온론》의 해설에 따르면, 소관사(所觀事) 즉 관찰해야 할 일 또는 관찰해야 할 대상이란 5온 등과 무상 · 고 · 공 · 무아를 비롯한 4제 16행상 등을 말한다.
심일경(心一境) 즉 '마음[心]이 대상[境]과 하나가 되는[一] 것'이란 전주(專注: 오직 한 곳으로 부음, 즉 마음과 힘을 모아 오직 한 곳에 모두 부음, 즉 완전한 몰입)를 뜻한다.
삼마지(三摩地, 대상과 하나됨, 선정과 삼매)의 본질적 작용[業]은 지혜[智, 산스크리트어: jñāna, 즈냐나]의 소의(所依) 즉 의지처 또는 발동근거가 되는 것이다. 그 이유는 마음이 선정에 들면 즉 어떤 대상과 하나가 되면 해당 대상을 여실(如實)히 알게 되기 때문이다[由心定故 如實了知].

#### (10) 혜(慧)
혜(慧, 반야, 택법, 간택, 식별, 지혜, 의심을 끊음,
산스크리트어: prajñā,
팔리어: paññā,
영어: wisdom, discrimination, discernment)는 소관사(所觀事)에 대해 택법(擇法)하는 것[於彼擇法]을 자성으로 하는 마음작용, 즉 마음과 상응하는 법이다. 혜(慧)는 이치에 맞게 택법하기도 하도, 이치(理致)에 맞지 않게 택법하기도 하며, 혹은 이치에 맞는 것도 맞지 않는 것도 아니게 택법하기도 한다.
《대승광오온론》의 해설에 따르면, 택법(擇法)은 갖가지 법의 자상(自相)과 공상(共相)을 지혜[慧]로써 간택(簡擇)하여서 결정(決定)을 득하는 것이다. 그리고 결정(決定)이란 인지(印持: 새기고 유지함, 즉 도장 찍듯이 마음에 확실히 이해를 새긴 후 그 이해를 상실하지 않고 유지함)를 의미한다.
여리소인(如理所引: 문자 그대로는 '이치에 맞게 이끌어냄') 즉 이치[理]에 맞게 택법하는 것은 불제자(佛弟子: 부처의 제자)들의 택법 즉 지혜[慧]를 뜻하고, 불여리소인(不如理所引: 문자 그대로는 '이치에 맞지 않게 이끌어냄')  즉 이치에 맞지 않게  택법하는 것은 여러 외도(外道)들의 택법 즉 지혜[慧]를 뜻하고, 구비소인(俱非所引: 문자 그대로는 '둘 다 아니게 이끌어냄') 즉 이치에 맞는 것도 맞지 않는 것도 아니게 택법하는 것은 나머지 중생들의 택법 즉 지혜[慧]를 뜻한다.
혜(慧)의 본질적 작용[業]은 근본번뇌에 속하는 의(疑: 의심)라는 번뇌를 끊는 것이다. 이것은 혜(慧)의 마음작용이 능히 간택하는 능력을 가지고 있기 때문에 갖가지 법들 가운데서 결정(決定)을 획득하고 성취하기 때문이다.

### 선심소(善心所: 11가지)

#### (11) 신(信)
신(信, 믿음, 인가, 청정, 희망,
산스크리트어: śraddhā,
팔리어: saddhā,
영어: faith)은 업(業) · 과(果) · 진리[諦] · 보배[寶]에 지극히 바르게 계합하고 따르는 것[極正符順] 또는 깊이 바르게 계합하고 따르는 것[深正符順]을 자성으로 하는 마음작용, 즉 마음과 상응하는 법이다. 달리 말하면, 업(業) · 과(果) · 진리[諦] · 보배[寶]에 지극히 바르게 계합하고 따르는 것을 가능하게 하는 또는 그렇게 계합하고 따를 때의 그 '마음의 청정 상태[心淨]' 즉 '청정한 마음[心淨]'을 자성으로 하는 마음작용, 즉 마음과 상응하는 법이다.
《대승광오온론》의 해설에 따르면, 업(業)은 복업(福業: 욕계의 선업) · 비복업(非福業: 욕계의 불선업) · 부동업(不動業: 색계 · 무색계의 선업)의 복등3업(福等三業)을 뜻한다.
과(果)는 수다원과 · 사다함과 · 아나함과 · 아라한과의 4과(四果)를 뜻한다.
진리[諦]는 고제 · 집제 · 멸제 · 도제의 4성제(四聖諦)를 뜻한다.
보배[寶]는 불보 · 법보 · 승보의 3보(三寶)를 뜻한다.
업(業) · 과(果) · 진리[諦] · 보배[寶]와 지극하게 서로 계합하고 따르는 상태[極相符順], 즉 신(信, 믿음)을 또한 청정(清淨)이라 한다.
또한, 신(信, 믿음, 청정)은 선업(善業) · 과(果) · 진리[諦] · 보배[寶]와 지극하게 서로 계합하고 따르는 상태[極相符順]를 희구(希求)하는 것 즉 바라고 구하는 것을 의미한다.
신(信, 믿음, 청정)의 본질적 작용[業]은 별경심소에 속한 욕(欲: 희망, 욕구)의 마음작용의 소의(所依) 즉 의지처 또는 발동근거가 되는 것이다.

#### (12) 참(慚)
참(慚, 부끄러워함, 자신에게 부끄럽게 여김, 숭중현선(崇重賢善),
산스크리트어: hrī,
팔리어: hiri,
영어: self-respect,
conscientiousness,
sense of shame,
dignity,
respect)은 자증상(自增上)과 법증상(法增上)을 말한다. 즉 지은 죄에 대해 자증상과 법증상을 바탕으로 부끄럽게 여김[於所作罪羞恥]을 자성으로 하는 마음작용, 즉 마음과 상응하는 법이다.
《대승광오온론》의 해설에 따르면, 죄(罪)는 과실(過失: 잘못)을 뜻한다. 그리고 죄 또는 과실은 지혜로운 사람[智者]이 염환(厭患: 싫어하고 근심으로 여김)하는 것[所厭患]이다. 과실(過失)의 일반 사전적인 뜻은 '부주의나 태만 따위에서 비롯된 잘못이나 허물' 또는 '조심을 하지 않거나 부주의로 저지른 잘못이나 실수'이다.
부끄럽게 여김 즉 수치스러워 함[羞恥]은 (부끄럽게 여긴 그 죄와 동일한 유형의) 갖가지 죄[眾罪]를 짓지 않는 것을 뜻한다.
참(慚)의 본질적 작용[業]은 악행을 막고[防] 그치는[息] 것의 소의(所依) 즉 의지처 또는 발동근거가 되는 것이다. 즉 자신이 행한 어떤 악행을 '자신에 대하여 부끄럽게 여기는 것[慚]'은 그 악행을 더 이상 행하지 않게 하는 출발점이 된다.

#### (13) 괴(愧)
괴(愧, 뉘우침, 부끄러워함, 남에게 부끄럽게 여김, 
산스크리트어: apatrāpya,
팔리어: ottappa,
영어: decorum,
shame,
consideration,
propriety,
fear)는 세증상(世增上)을 말한다. 즉 지은 죄에 대해 세증상을 바탕으로 남부끄럽게 여김[於所作罪羞恥]을 자성으로 하는 마음작용, 즉 마음과 상응하는 법이다. 세증상은 타증상(他增上)이라고도 한다.
《대승광오온론》의 해설에 따르면, 타증상(他增上)은 타인의 꾸지람[責]과 벌(罰) 그리고 의논(議論: 의견을 주고받음) 등을 두려워하는 것을 말한다. 또한, 이러한 두려워함으로 바탕으로, 자신이 지은 죄와 잘못에 대해 다른 사람들에게 부끄럽게 여기는 것을 말한다.
괴(愧, 뉘우침)의 본질적 작용[業]은
참(慚, 부끄러워함)의 본질적 작용과 동일하다. 즉 악행을 막고[防] 그치는[息] 것의 소의(所依) 즉 의지처 또는 발동근거가 되는 것이다. 달리 말하면, 자신이 행한 어떤 악행을 '뉘우치는 것 즉 남에 대하여 부끄럽게 여기는 것[愧]'은 그 악행을 더 이상 행하지 않게 하는 출발점이 된다.

#### (14) 무탐선근(無貪善根)
무탐선근(無貪善根) 또는 무탐(無貪, 염착이 없음, 집착하지 않음,
산스크리트어: alobha,
팔리어: alobha,
영어: purity,
non-attachment,
without attachment, absence of desire)은 탐(貪: 탐욕, 집착)을 대치(對治)하는 마음작용이다. 마음으로 하여금 탐의 대상을 깊이 염환(厭患)하여 즉 싫어하고 근심으로 여겨 집착이 없게 하는 것[令深厭患無著]을 자성으로 하는 마음작용, 즉 마음과 상응하는 법이다.
《대승광오온론》의 해설에 따르면, 모든 유(有)와 유자구(有資具)에 대해 염착(染著: 오염되이 집착함)하는 것을 탐(貪)이라 한다. 그리고 유(有)는 3유(三有) 즉 3계를 말하고, 유자구(有資具)는 3계에 태어나게 되는 원인[因] 즉 6도윤회를 하게 되는 원인을 말한다.
탐(貪)의 마음작용을 대치(對治)하는 마음작용을 무탐(無貪)이라 한다. 무탐(無貪)은 유(有)와 유자구(有資具)에 대해 염착(染著: 오염되이 집착함)이 없다는 의미이다.
염환(厭患) 즉 싫어하고 근심으로 여기는 것은 생사(生死)의 모든 과실(過失)에 대한 변지(遍知, 산스크리트어: parijñā: 두루 아는 것, 철저하게 완전히 아는 것)를 말한다. 보다 엄밀히 말하자면, 이러한 변지(遍知)가 있을 때 유(有)와 유자구(有資具)에 대해 일으켜지는 바로 그 염환(厭患), 즉 바로 그 싫어함과 근심으로 여김을 말한다. 달리 말하면, 싫어하고 근심으로 여기는 것 즉 염환(厭患)은 윤회를 일으키는 원인이 되는 악행과 그 악행에 의해 결과되는 윤회에 대해 그 인과관계를 '완전하게 아는 것[遍知]'이고 또한 이러한 앎의 상태에서 발견되는 '윤회와 그 원인에 대한 싫어함과 근심으로 여김'이다.
무탐선근(無貪善根) 또는 무탐(無貪)의 본질적 작용[業]은 '악행을 일으키지 않는 것[惡行不起]'의 소의(所依) 즉 의지처 또는 발동근거가 되는 것이다.

#### (15) 무진선근(無瞋善根)
무진선근(無瞋善根) 또는 무진(無瞋, 자애로움, 자(慈), 사랑, 성내지 않음, 노여워하지 않음,
산스크리트어: apratigha,
adveṣa,
팔리어: adosa,
영어: good will,
non-aggression,
non-hatred,
imperturbability,
non-anger,
absence of hatred)은 진(瞋: 성냄)을 대치(對治)하는 마음작용이다. 자(慈: 자애로움, 자애로운 마음)를 자성으로 하는 마음작용, 즉 마음과 상응하는 법이다.
무진(無瞋) 또는 자(慈: 자애로움, 자애로운 마음)는 중생에게 손해(損害: 좋지 않은 상태가 되게 함)를 끼치지 않는다는 의미이다. 손해(損害)의 한자어 문자 그대로의 뜻은 '줄임과 해침' 또는 '잃게 함과 해롭게 함'이며, 일반 사전적인 정의는 '가지고 있거나 누릴 수 있는 물질이나 행복 등을 잃게 하거나 빼앗음으로써 좋지 않은 상태가 되게 하는 것'이다.
무진(無瞋, 자애로움)의 본질적 작용[業]은
무탐(無貪, 염착이 없음)의 본질적 작용과 동일하다. 즉 '악행을 일으키지 않는 것[惡行不起]'의 소의(所依) 즉 의지처 또는 발동근거가 되는 것이다.

#### (16) 무치선근(無癡善根)
무치선근(無癡善根) 또는 무치(無癡, 어리석지 않음, 바른 앎, 결택, 명료하게 이해함,
산스크리트어: amoha,
팔리어: amoha,
영어: wisdom,
non-delusion,
non-bewilderment,
lack of naivety,
lack of stupidity)는 치(癡: 어리석음, 무명, 무지)를 대치(對治)하는 마음작용이다. 여실정행(如實正行) 즉 여실한 정행 즉 진실한 이치에 계합하는 바른 행을 자성으로 하는 마음작용, 즉 마음과 상응하는 법이다.
《대승광오온론》의 해설에 따르면, 여실(如實) 즉 진실한 이치에 계합하는 것은 좁은 뜻으로는 4성제와 계합하는 것을 뜻하고 넓은 뜻으로는 12연기와 계합하는 것을 뜻한다.
무치(無癡) 즉 어리석지 않음은 정지(正知) 즉 바른 앎과 같은 말이다.
정지(正知) 즉 바른 앎, 즉 무치(無癡) 즉 어리석지 않음이란  여실(如實)에 실천[行]을 더한 것이다. 즉, 좁은 뜻으로는 4성제와 계합하는 것에, 넓은 뜻으로는 12연기와 계합하는 것에 실천[行]을 더한 것이다. 즉 4성제와 12연기를 실천[加行]하는 것이다. 여기서 주목할 만한 사항은, 바른 앎 또는 어리석지 않음이 '이해'나 '생각'에 의해 획득되는 것이 아니라 '실천'에 의해 획득된다고 말하고 있다는 점이다. 즉, 정행(正行) 즉 바른 실천이 곧 정지(正知) 즉 바른 앎의 원인이며 나아가 정지(正知) 즉 바른 앎 그 자체라고 말하고 있다는 점이다. 그렇기 때문에 《대승오온론》에서는 무치(無癡: 어리석지 않음) 또는 정지(正知: 바른 앎)의 본질적 성질이 '여실정행(如實正行)' 즉 진실한 이치에 계합하는 바른 실천이라고 말하고 있다. 정행 즉 바른 실천은 8정도 또는 6바라밀 등을 말한다.
무치(無癡, 어리석지 않음, 바른 앎)의 본질적 작용[業]은
무탐(無貪, 염착이 없음)과 무진(無瞋, 자애로움)의 본질적 작용과 동일하다. 즉 '악행을 일으키지 않는 것[惡行不起]'의 소의(所依) 즉 의지처 또는 발동근거가 되는 것이다.

#### (17) 정진(精進)
정진(精進, 마음의 용맹함, 결단과 인내,
산스크리트어: vīrya, 팔리어: viriya,
영어: diligence,
energy,
perseverance,
enthusiasm,
sustained effort)은 해태(懈怠: 게으름)를 대치(對治)하는 마음작용이다. 마음이 선품(善品)에 대해 용한(勇悍: 용맹스럽고 힘참)한 것[心於善品勇悍]을 자성으로 하는 마음작용, 즉 마음과 상응하는 법이다.
《대승광오온론》의 해설에 따르면, 정진(精進)은 피갑(被甲) · 가행(加行) · 무겁약(無怯弱) · 불퇴전(不退轉) · 무희족(無喜足)의 5정진(五精進)을 말하며 또한 이러한 뜻이다.
정진(精進)의 본질적 작용[業]은 선법(善法)을 원만(圓滿)히 즉 완전하게 성취하는 것이다.

#### (18) 경안(輕安)
경안(輕安, 조화롭고 가뿐함, 고르고 상쾌함, 평안,
산스크리트어: praśrabdhi,
팔리어: passaddhi,
영어: pliancy,
alertness,
flexibility,
aptitude)은 추중(麤重: 거침과 무거움)을 대치(對治)하는 마음작용이다. 몸과 마음으로 하여금 조창(調暢: 고르고 화창함, 순조롭고 화창함, 조화롭고 가뿐함)하게 하여 감능(堪能: 일을 잘 감당할 만한 능력이 있음)하게 하는 것[身心調暢堪能]을 자성으로 하는 마음작용, 즉 마음과 상응하는 법이다.
《대승광오온론》의 해설에 따르면,  몸과 마음의 조양(調暢)과 감능(堪能)이란 10불선행(十不善行) 즉 10악(十惡)를 버리게 할 수 있는 것을 말한다.
경안(輕安)의 본질적 작용[業]은 장애[障]를 제거하는 것이다. 경안의 이러한 공능 또는 힘으로 말미암아 마음은 모든 장애를 제거하고 추중(麤重)을 전변시키고 버리게 된다.

#### (19) 불방일(不放逸)
불방일(不放逸, 성실, 선법을 닦음, 마음을 방호함,
산스크리트어: apramāda,
팔리어: appamada,
영어: carefulness,
concern,
conscientiousness,
conscious awareness,
diligence)은 방일(放逸)을 대치(對治)하는 마음작용이다. 즉 무탐 · 무진 · 무치 · 정진의 마음작용들이 모두 불방일을 의지처로 함으로써 그 결과 마음은 불선법(不善法: 예를 들어, 추중)들을 버리게 되고 또한 그 불선법(不善法: 예를 들어, 추중)들을 대치하는 선법(善法: 예를 들어, 경안)들을 닦게 된다.
《대승광오온론》의 해설에 따르면, 탐(貪) · 진(瞋) · 치(癡) · 해태(懈怠)를 통칭하여 방일(放逸: 불성실, 노는 것)이라고 한다. 즉, 방일(放逸)에 의해 이들 번뇌가 일어난다. 그리고 불방일은 이 번뇌들 즉 방일을 대치(對治)한다는 뜻이며 이러한 이유로 '불(不, 산스크리트어: a)'이라는 낱말을 사용하여 불방일이라 명명한 것이다. 즉, 무탐 · 무진 · 무치 · 정진의 4가지 법에 의지하여 불선법을 대치하고 선법을 닦고 익히게 하는 어떤 실재하는 마음작용이 있는데 이 마음작용을 방일의 반대라는 의미로 즉 방일을 대치한다는 의미로 불방일이라고 명명한 것이다.
불방일(不放逸)의 본질적 작용[業]은 세간과 출세간의 정행(正行) 즉 바른 실천의 소의(所依) 즉 의지처 또는 발동근거가 되는 것이다.

#### (20) 사(捨)
사(捨, 내려놓음, 버림, 평등 · 정직 · 무공용,
고요, 평정, 평정심, 평온, 균형, 평형,
산스크리트어: upeksā,
팔리어: upekkhā,
upekhā,
영어: serenity,
equilibrium,
equanimity,
stability,
composure,
indifference)에 대해 말하자면, 무탐 · 무진 · 무치 · 정진의 마음작용들이 모두 이 사(捨)의 마음작용을 의지처로 함으로써 그 결과 마음은 심평등성(心平等性)과 심정직성(心正直性)과 심무발오성(心無發悟性)을 획득하고 소유하게 된다. 또한, 이 사(捨)의 마음작용을 의지처로 함으로써 마음은 이미 제거하고 떨쳐버린 염오법(染污法) 가운데서 오염됨이 없이 안주(安住)할 수 있다.
《대승광오온론》의 해설에 따르면, 사(捨)는 무탐 · 무진 · 무치 · 정진의 마음작용을 근거로 하여 획득하는 심평등성(心平等性)과 심정직성(心正直性)과 심무공용성(心無功用性)을 말한다. 그런데 이 정의는 《대승오온론》에서의 정의를 뒤집은 것으로, 그렇게 하여 사(捨)의 본질을 재규명한 것이다. 또한 《대승광오온론》에 따르면, 이와 같이 획득된 심평등성(心平等性) · 심정직성(心正直性) · 심무공용성(心無功用性), 즉 사(捨)로 말미암아 마음은 모든 잡염법(雜染法)을 떠나서 청정법(清淨法)에 안주할 수 있다.
《대승광오온론》의 해설에 따르면, 심평등성(心平等性) · 심정직성(心正直性) · 심무공용성(心無功用性)은 순서대로 획득되는데, 무탐 · 무진 · 무치 · 정진에 의지하여 수행해 가는 중에 어느 날, 사(捨)의 첫 번째 단계인, 혼침(昏沈)과 도거(掉擧)의 모든 과실(過失)을 멀리 떠난 상태[遠離昏沈掉舉諸過失]에 도달하게 되는데 이것이 심평등(心平等) 또는 심평등성(心平等性)을 획득한 것이다.
그런 후, 다시 무탐 · 무진 · 무치 · 정진에 의지하여 수행해 가는 중에 어느 날, 사(捨)의 두 번째 단계인, 마음대로 움직여지고 억지로 애씀이 없는 상태[任運無勉勵]에 도달하게 되는데 이것이 심정직(心正直) 또는 심정직성(心正直性)을 획득한 것이다.
그런 후, 다시 무탐 · 무진 · 무치 · 정진에 의지하여 수행해 가는 중에 어느 날, 사(捨)의 세 번째 단계이자 마지막 단계인, 무공용(無功用)의 상태에 도달하게 되는데 이것이 심무공용(心無功用) 또는 심무공용성(心無功用性)을 획득한 것이다.
사(捨, 고요, 평정, 평온)의 본질적 작용[業]은 불방일(不放逸, 성실)의 본질적 작용과 동일하다. 즉 세간과 출세간의 정행(正行) 즉 바른 실천의 소의(所依) 즉 의지처 또는 발동근거가 되는 것이다.

#### (21) 불해(不害)
불해(不害, 아힘사, 해치지 않음, 비(悲), 불손뇌(不損惱), 연민, 비폭력,
산스크리트어: ahiṃsā,
팔리어: avihiṃsā,
영어: no harm,
non-violence)는 해(害: 해침, 해치려는 마음)를 대치(對治)하는 마음작용이다. 비(悲: 연민, 연민의 마음)를 자성으로 하는 마음작용, 즉 마음과 상응하는 법이다.
《대승광오온론》의 해설에 따르면, 비(悲: 연민, 연민의 마음)를 자성으로 하기 때문에, 군생(群生: 중생)을 해치지 않는 것 즉 불해(不害)이다. 그리고 불해(不害)는 무진(無瞋, 자애로움, 자애로운 마음)의 마음작용의 '특수한 경우[分]'이다.
불해(不害)의 본질적 작용[業]은 불손뇌(不損惱) 즉 '손해를 입히지 않는 것 즉 좋지 않은 상태가 되게 하지 않는 것[不損]'과 '괴롭히지 않는 것[不惱]'이다.

### 번뇌심소(煩惱心所: 6가지)
번뇌심소에 속한 마음작용들은 구생기 번뇌와 분별기 번뇌로 구분할 수 있다.
견(見)의 마음작용의 세부 구분인 5견(五見) 중 사견(邪見) · 견취(見取) · 계금취(戒禁取)의 3견과 의(疑)의 마음작용에는 오로지 분별기 번뇌만이 있다. 그리고 번뇌심소에 속한 나머지 모든 마음작용들 즉 탐(貪) · 진(瞋) · 만(慢: 7가지) · 무명(無明)과 5견(五見) 중 살가야견(薩迦耶見) · 변집견(邊執見)에는 구생기 번뇌도 있고 분별기 번뇌도 있다. 이를 목록으로 나타내면 다음과 같다.
| 번뇌심소(煩惱心所: 6가지, 세부적으로는 16가지)의 구생기 · 분별기 구분 1. 탐(貪) - 구생기와 분별기 2. 진(瞋) - 구생기와 분별기 3. 만(慢): 7만(七慢) 1. 만(慢) - 구생기와 분별기 2. 과만(過慢) - 구생기와 분별기 3. 만과만(慢過慢) - 구생기와 분별기 4. 아만(我慢) - 구생기와 분별기 5. 증상만(增上慢) - 구생기와 분별기 6. 비만(卑慢) - 구생기와 분별기 7. 사만(邪慢) - 구생기와 분별기 4. 무명(無明) - 구생기와 분별기 5. 견(見): 5견(五見) 1. 살가야견(薩迦耶見) - 구생기와 분별기 2. 변집견(邊執見) - 구생기와 분별기 3. 사견(邪見) - 분별기 4. 견취(見取) - 분별기 5. 계금취(戒禁取) - 분별기 6. 의(疑) - 분별기 |

#### (22) 탐(貪)
탐(貪, 3계의 애(愛), 미착, 탐착,
산스크리트어: rāga,
팔리어: rāga,
영어: lust,
attachment,
craving)은 5취온을 염애(染愛: 오염된 좋아함)하여 탐착(耽著: 그릇된 몰입과 들러붙음; 탐은 깊이 빠져서 열중하여 즐기는 것, 착은 들러붙어서 떠나지 못하는 것)하는 것[於五取蘊染愛耽著]을 자성으로 하는 마음작용, 즉 마음과 상응하는 법이다.
탐(貪)에는 구생기(俱生起)와 분별기(分別起)의 2종류가 있다. 즉 구생기 탐(俱生起貪)과 분별기 탐(分別起貪)이 있다.
한편, 욕전탐(欲纏貪: 3계 가운데 욕계에 매인 탐, 욕계에 속한 탐, 욕계의 탐)과 진(瞋: 진 즉 유정에게 손해를 입히는 것을 좋아하는 마음작용은 오직 욕계에만 있음)과 욕전무명(欲纏無明: 3계 가운데 욕계에 매인 무명, 욕계에 속한 무명, 욕계의 무명)을 3불선근(三不善根)이라 하며, 각각 탐불선근(貪不善根) · 진불선근(瞋不善根) · 치불선근(癡不善根)이라 부른다. 즉 탐불선근은 3계의 탐(貪)을 모두 가리키는 것이 아니라 욕계의 탐(貪)만을 가리키며, 진불선근의 경우 진(瞋)은 욕계에만 존재하기 때문에 진불선근은 진(瞋) 그 자체를 가리키며, 치불선근은 3계의 무명(無明)을 모두 가리키는 것이 아니라 욕계의 무명(無明)만을 가리킨다.
《대승광오온론》의 해설에 따르면, 5취온을 염애하여 탐착(耽著)하는 것 즉 탐(貪)은 전박(纏縛)이다. 즉 얽어맴[纏]이고 속박[縛]이다. 즉 '3계를 윤회하는 것' 즉 속박의 상태이다.
탐(貪)의 본질적 작용[業]은 고(苦)를 낳는 것이다. 즉, 애(愛: 12연기의 제8지분) 즉 염애(染愛: 오염된 좋아함)의 힘에 의해 고(苦) 즉 순대고취(純大苦聚: 괴로움 뿐인 큰 무더기, 순전히 큰 괴로움의 무더기) 즉 5취온(五取蘊) 즉 취(取: 12연기의 제9지분)가 생겨난다.

#### (23) 진(瞋)
진(瞋, 미워함, 성냄, 노여워함, 상처입히고 해치는 것을 좋아함,
산스크리트어: pratigha,
dvesa,
팔리어: paṭigha,
영어: ill will,
anger,
repugnance,
hatred)은 요작손해(樂作損害) 즉 유정(有情)에게 손해를 입히는 것을 좋아함[於有情樂作損害]을 자성으로 하는 마음작용, 즉 마음과 상응하는 법이다.
진(瞋)에는 구생기(俱生起)와 분별기(分別起)의 2종류가 있다. 즉 구생기 진(俱生起瞋)과 분별기 진(分別起瞋)이 있다.
한편, 욕전탐(欲纏貪: 3계 가운데 욕계에 매인 탐, 욕계에 속한 탐, 욕계의 탐)과 진(瞋: 진 즉 유정에게 손해를 입히는 것을 좋아하는 마음작용은 오직 욕계에만 있음)과 욕전무명(欲纏無明: 3계 가운데 욕계에 매인 무명, 욕계에 속한 무명, 욕계의 무명)을 3불선근(三不善根)이라 하며, 각각 탐불선근(貪不善根) · 진불선근(瞋不善根) · 치불선근(癡不善根)이라 부른다. 즉 탐불선근은 3계의 탐(貪)을 모두 가리키는 것이 아니라 욕계의 탐(貪)만을 가리키며, 진불선근의 경우 진(瞋)은 욕계에만 존재하기 때문에 진불선근은 진(瞋) 그 자체를 가리키며, 치불선근은 3계의 무명(無明)을 모두 가리키는 것이 아니라 욕계의 무명(無明)만을 가리킨다.
《대승광오온론》의 해설에 따르면, 진(瞋)의 자성 즉 본질적 성질[性]은 군생(群生: 중생)에게 손해(損害)를 입히는 것이며, 본질적 작용[業]은 불안온(不安隱: 평온하지 않음)에 머무는 것과 악행(惡行)의 소의(所依) 즉 의지처 또는 발동근거가 되는 것이다.
《대승광오온론》의 해설에 따르면, 불안온은 손해(損害: 좋지 않은 상태)인데, 그 이유는 스스로 고(苦: 괴로움)에 머무는 것이기 때문이다. 손해(損害)의 한자어 문자 그대로의 뜻은 '줄임과 해침' 또는 '잃게 함과 해롭게 함'이며, 일반 사전적인 정의는 '가지고 있거나 누릴 수 있는 물질이나 행복 등을 잃게 하거나 빼앗음으로써 발생된 좋지 않은 상태' 또는 '그러한 좋지 않은 상태가 되게 하는 것'이다.

#### (24) 만(慢)
만(慢, 거만, 자만, 오만, 고거심,
산스크리트어: māna,
팔리어: māna,
영어: pride,
arrogance,
conceit)은 다음의 7만(七慢)을 말한다.
만(慢) 즉 7만(七慢)에는 구생기(俱生起)와 분별기(分別起)의 2종류가 있다. 즉 구생기 7만(俱生起七慢)과 분별기 7만(分別起七慢)이 있다.

##### (24.1) 만(慢)
만(慢, 산스크리트어: māna, 영어: arrogance)은 자기보다 열등한 이에 대해 자기가 뛰어나다고 생각하거나, 혹은 자기와 동등한 이에 대해 자기와 동등하다고 생각하여 고거심(高舉心)을 일으키는 것을 자성으로 하는 마음작용, 즉 마음과 상응하는 법이다.

##### (24.2) 과만(過慢)
과만(過慢, 산스크리트어: ati-māna, 영어: exaggerated arrogance)은 자기와 동등한 이에 대해 자기가 뛰어나다고 생각하거나, 혹은 자기보다 뛰어난 이에 대해 자기와 동등하다고 생각하여 고거심(高舉心)을 일으키는 것을 자성으로 하는 마음작용, 즉 마음과 상응하는 법이다.

##### (24.3) 만과만(慢過慢)
만과만(慢過慢, 산스크리트어: mānāti-māna, 영어: outrageous arrogance)은 자기보다 뛰어난 이에 대해 자기가 더 뛰어나다고 생각하여 고거심(高舉心)을 일으키는 것을 자성으로 하는 마음작용, 즉 마음과 상응하는 법이다.

##### (24.4) 아만(我慢)
아만(我慢, 산스크리트어: ātma-māna, 영어: egotistic arrogance)은 5취온을 보고[觀] '나[我]'라고 생각하거나 '내 것[我所]'이라고 생각하여 고거심(高舉心)을 일으키는 것을 자성으로 하는 마음작용, 즉 마음과 상응하는 법이다.

##### (24.5) 증상만(增上慢)
증상만(增上慢, 산스크리트어: adhi-māna, 영어: false arrogance, anticipatory arrogance, arrogance of showing off)은 아직 증득하지 못한 뛰어난 법을 자신이 이미 증득했다고 생각하여 고거심(高舉心)을 일으키는 것을 자성으로 하는 마음작용, 즉 마음과 상응하는 법이다.
《대승광오온론》의 해설에 따르면, 증득해야 할 뛰어난 법[增上殊勝所證法]이란 성과(聖果: 보리, 열반, 4과) · 삼마지(三摩地, 삼매, 산스크리트어: samādhi) · 삼마발저(三摩缽底, 산스크리트어: samāpatti, 등지, 4선8정) 등을 말한다. 증상만은 이러한 높은 경지를 증득하지 못하였으면서도 '나는 이미 얻었다'라고 하여 스스로 자부[矜]하며 거만[倨]한 것을 말한다.

##### (24.6) 비만(卑慢)
비만(卑慢, 산스크리트어: ūna-māna, 영어: modest arrogance, arrogance of thinking small)은 자기보다 훨씬 뛰어난 이에 대해 자신이 열등하기는 하나 조금 열등하다고 생각하여 고거심(高舉心)을 일으키는 것을 자성으로 하는 마음작용, 즉 마음과 상응하는 법이다.

##### (24.7) 사만(邪慢)
사만(邪慢, 산스크리트어: mithyā-māna, 영어: distorted arrogance, perverted arrogance)은 본질적으로 또는 실제로 덕(德)이 없는 법(행위 또는 사물)인데도 덕이 있는 법(행위 또는 사물)이라고 여기는 그릇된 생각에 바탕하여, 자신이 그러한 법(행위 또는 사물)을 가진 상태를 두고 자신이 덕이 있는 것이라고 생각하여 고거심(高舉心)을 일으키는 것을 자성으로 하는 마음작용, 즉 마음과 상응하는 법이다.
《대승광오온론》의 해설에 따르면, 사만(邪慢)의 본질적 작용[業]은 존중이 생기지 않게 하는 것이다. 즉, 사만(邪慢)은 존자(尊者)와 유덕자(有德者: 덕이 있는 사람)에 대해 거만한 마음과 오만한 마음을 일으켜 이들을 존중하는 마음이 생기지 않게 한다.

#### (25) 무명(無明)
무명(無明, 어리석음, 우치, 무지(無知), 무지(無智), 무현(無顯),
산스크리트어: moha,
mūdha,
avidyā,
팔리어: avijjā,
영어: ignorance,
delusion,
error)은 업(業) · 과(果) · 진리[諦] · 보배[寶]에 대해 무지(無智: 밝게 결택하지 못함)한 것을 자성으로 하는 마음작용, 즉 마음과 상응하는 법이다.
무명에는 구생기(俱生起)와 분별기(分別起)의 2종류가 있다. 즉 구생기 무명(俱生起無明)과 분별기 무명(分別起無明)이 있다.
한편, 욕전탐(欲纏貪: 3계 가운데 욕계에 매인 탐, 욕계에 속한 탐, 욕계의 탐)과 진(瞋: 진 즉 유정에게 손해를 입히는 것을 좋아하는 마음작용은 오직 욕계에만 있음)과 욕전무명(欲纏無明: 3계 가운데 욕계에 매인 무명, 욕계에 속한 무명, 욕계의 무명)을 3불선근(三不善根)이라 하며, 각각 탐불선근(貪不善根) · 진불선근(瞋不善根) · 치불선근(癡不善根)이라 부른다. 즉 탐불선근은 3계의 탐(貪)을 모두 가리키는 것이 아니라 욕계의 탐(貪)만을 가리키며, 진불선근의 경우 진(瞋)은 욕계에만 존재하기 때문에 진불선근은 진(瞋) 그 자체를 가리키며, 치불선근은 3계의 무명(無明)을 모두 가리키는 것이 아니라 욕계의 무명(無明)만을 가리킨다.
《대승광오온론》의 해설에 따르면, 업(業)은 복업(福業: 욕계의 선업) · 비복업(非福業: 욕계의 불선업) · 부동업(不動業: 색계 · 무색계의 선업)의 복등3업(福等三業)을 뜻한다.
과(果)는 수다원과 · 사다함과 · 아나함과 · 아라한과의 4과(四果)를 뜻한다.
진리[諦]는 고제 · 집제 · 멸제 · 도제의 4성제(四聖諦)를 뜻한다.
보배[寶]는 불보 · 법보 · 승보의 3보(三寶)를 뜻한다.
《대승오온론》에서는 무명은 구생기(俱生起) · 분별기(分別起)의 2종류로 나뉜다고 말하고 있는데, 이에 비해 《대승광오온론》에서는 구생기(俱生起) · 불구생기(不俱生起) · 분별기(分別起)의 3종류로 나뉜다고 말하고 있다. 이 3종 분류에 따르면, 구생기(俱生起)는 금수(禽獸) 즉 새 · 짐승 등의 무명을 말하고, 불구생기(不俱生起)는 탐(貪) 등과 상응한 무명을 말한다. 그리고 분별기(分別起)는 온갖 부정견[見]과 상응한 무명과 허망한 결정[虛妄決定]을 말한다.
무명(無明)의 본질적 작용[業]은 번뇌심소에 속한 의(疑: 의심)의 마음작용의 소의(所依) 즉 의지처 또는 발동근거가 되는 것이다.

#### (26) 견(見)
견(見, 그릇된 견해,
산스크리트어: dṛṣṭi,
mithyā-dṛṣṭi,
영어: wrong view)은 살가야견(薩迦耶見) · 변집견(邊執見) · 사견(邪見) · 견취(見取) · 계금취(戒禁取)의 5견(五見: 5가지 그릇된 견해)을 말한다.
5견(五見) 가운데 살가야견 · 변집견에는 구생기(俱生起)와 분별기(分別起)의 2종류가 있다. 즉 구생기 살가야견(俱生起薩迦耶見) · 분별기 살가야견(分別起薩迦耶見) · 구생기 변집견(俱生起邊執見) · 분별기 변집견(分別起邊執見)이 있다.
반면, 나머지 사견 · 견취 · 계금취의 3견에는 오직 분별기의 1종류만이 있다. 즉 분별기 사견(分別起邪見) · 분별기 견취(分別起見取) · 분별기 계금취(分別起戒禁取)만이 있다.

##### (26.1) 살가야견(薩迦耶見)
살가야견(薩迦耶見, 유신견,
산스크리트어: satkāya-drsti, 팔리어: sakkāya-ditth, 영어: view of individuality,
self view,
identity view)은 5취온을 보고[觀] '나[我]'라고 생각하거나 '내 것[我所]'이라고 생각하는 염혜(染慧) 즉 염오혜(染污慧)를 자성으로 하는 마음작용, 즉 마음과 상응하는 법이다.
《대승광오온론》의 해설에 따르면, 살가야견(薩迦耶見)이라는 낱말에서 살(薩, 산스크리트어: sat)은 패괴(敗壞) 즉 깨어지고 부서진다는 뜻이며, 가야(迦耶, 산스크리트어: kāya)는 화합적취(和合積聚) 즉 화합하여 쌓인다는 뜻이다. 따라서, 살가야(薩迦耶)는 패괴(敗壞)의 적집(積集: 쌓인 것) 즉 무상(無常)의 적집 즉 5취온을 뜻한다. 그리고 견(見)은 염오견을 뜻한다. 따라서 살가야견(薩迦耶見)이란 이러한 패괴의 적집 즉 무상의 적집 즉 5취온에 대해서 하나[一]라는 견해를 가지거나, 영원하다[常]는 견해를 가지거나, 다른 온[異蘊: '나'와는 다른 무더기]이라는 견해를 가지거나, 유아온(有我蘊: '내'가 존재하는 무더기)이라는 견해를 가져서 패괴의 적집 즉 무상의 적집 즉 5취온을 '내 것[我所]' 등으로 여기는 것을 말한다.
또한, 《대승광오온론》의 해설에 따르면, 살(薩, 산스크리트어: sat, 패괴, 깨어지고 부서짐)이라는 낱말은 영원하다는 생각[常想]을 깨뜨리고, 가야(迦耶, 산스크리트어: kāya, 화합적취, 적집)라는 낱말은 하나라는 생각[一想]을 깨뜨린다. 즉, 5취온과 그 구성요소들이 영원하다는 생각을 깨뜨리고, 5취온이 구성요소들의 집합이 아니라 구성요소들을 통괄하는 어떤 '하나의 별도의 실체'라는 생각을 깨뜨린다. 그리고 무상의 적집[無常積集] 가운데는 '나[我]'와 '내 것[我所]'이 존재하지 않는다.
염혜(染慧) 또는 염오혜(染污慧)는 '번뇌와 함께 하는[煩惱俱]' 지혜[慧]를 뜻한다. 즉 번뇌에 물든 상태의 지혜를 가리킨다.
살가야견(薩迦耶見, 유신견)의 본질적 작용[業]은 일체(一切)의 견품(見品) 즉 모든 다른 형태 또는 유형의 염오견의 소의(所依) 즉 의지처 또는 발동근거가 되는 것이다. 즉 5견 중 나머지 4견, 즉 변집견(邊執見) · 사견(邪見) · 견취(見取) · 계금취(戒禁取)는 모두 그 밑바탕을 보면 살가야견을 근거로 하여 성립된 오염된 견해들, 즉 염혜(染慧) 또는 염오혜(染污慧)이다.

##### (26.2) 변집견(邊執見)
변집견(邊執見, 극단적인 견해, 단견과 상견,
산스크리트어: anta-grāha-drsti,
팔리어: anta-ggāhikā,
영어: extreme views,
extreme view)은 살가야견의 증상력(增上力: 뛰어난 힘 또는 역량)의 경우 즉 살가야견의 극단적인 경우로서 5취온을 보고[觀] 영원한 것[常]이라고 생각하거나 혹은 단멸되는 것[斷]이라고 생각하는 염혜(染慧) 즉 염오혜(染污慧)를 자성으로 하는 마음작용, 즉 마음과 상응하는 법이다.
《대승광오온론》의 해설에 따르면, 상변(常邊: 영원하다는 극단), 즉 5취온이 영원한 것이라는 극단적인 견해, 즉 상견(常見)은 나[我, 아트만]와 자재(自在: 대자재천 즉 힌두교의 시바신, 힌두교의 3주신 교의에 따르면 시바신은 브라만의 한 측면임)가 편재[遍]하고 영원불멸[常]한 존재라고 집착하는 것을 말한다.
단변(斷邊: 단멸된다는 극단), 즉 5취온이 이 세상에서 사라지면 그것으로 모든 것이 끝이라는 극단적인 견해, 즉 단견(斷見)은 마치 깨어진 병에 다시는 물을 담아 사용할 수 없는 것처럼 작자(作者) · 장부(丈夫) 등이 있어 그들은 죽어서 다시는 태어나지 않는다고 집착하는 것을 말한다. 즉 업의 상속과 윤회를 부정하는 유물론적인 견해를 말한다.
변집견(邊執見)의 본질적 작용[業]은 중도(中道)에 의한 출리(出離)를 장애하는 것이다.

##### (26.3) 사견(邪見)
사견(邪見, 그릇된 견해, 진리에 어긋난 견해, 인과를 부정하는 견해,
산스크리트어: mithyā-drsti,
팔리어: sassata-ditthi,
영어: false view,
evil view)은 원인[因]을 부정[謗, 비방, 무시]하거나, 혹은 결과[果]를 부정하거나, 혹은 작용(作用)을 부정하거나, 혹은 선한 일[善事]을 허물거나 파괴[壞]하는 염혜(染慧) 즉 염오혜(染污慧)를 자성으로 하는 마음작용, 즉 마음과 상응하는 법이다.
《대승광오온론》의 해설에 따르면, 원인을 부정하는 것에서 원인[因]은 12연기의 12가지 지분 가운데 번뇌(煩惱)와 업(業)의 성질의 지분들인 총 5가지를 말한다. 이들 중 무명(無明) · 애(愛) · 취(取)의 3가지 지분은 번뇌의 성질의 지분이며, 행(行)과 유(有)의 2가지 지분은 업의 성질의 지분이다. 12연기 가운제 제10지분인 유(有)는 아뢰야식의 업종자(業種子)를 말한다. 또한 이 업종자를 업이라고도 하는데, 이렇게 말할 수 있는 이유는 고타마 붓다가 아난에게 설한 다음의 성교량(聖教量)에 근거해서이다: "아난아, 만약 업(業)이 능히 미래의 과보를 제공한다면 그것은 또한 유(有)라고도 말한다." 따라서, 원인을 부정하는 것은 무명(無明: 제1지분)이라는 번뇌와 이 번뇌에 의해 야기된 행(行: 제2지분)이라는 업을 부정하는 것과, 또한 애(愛: 제8지분) · 취(取: 제9지분)라는 번뇌와 이들 번뇌들에 의해 야기된 유(有: 제10지분)라는 업을 부정하는 것을 말한다.
결과를 부정하는 것에서 결과[果]는 12연기의 12가지 지분 가운데 식(識) · 명색(名色) · 6처(六處) · 촉(觸) · 수(受) · 생(生) · 노사(老死)의 총 7가지 지분을 말한다. 따라서, 결과를 부정하는 것은 7가지 지분의 개별 또는 모두를 부정하는 것이다. 구체적으로는, 무명(無明: 제1지분)이라는 번뇌에 의해 야기된 행(行: 제2지분)이라는 업에 의해 식(識: 제3지분) · 명색(名色: 제4지분) · 6처(六處: 제5지분) · 촉(觸: 제6지분) · 수(受: 제7지분)의 5가지 결과가 생겨난다는 것을 부정하는 것이다. 또한 애(愛: 제8지분) · 취(取: 제9지분)라는 번뇌에 의해 야기된 유(有: 제10지분)라는 업에 의해 생(生) · 노사(老死)의 결과가 생겨난다는 것을 부정하는 것이다.
이상의 《대승광오온론》의 해설을 요약하면, 12연기의 12지분은 크게 원인[因]과 결과[果]로 나뉘고, 원인은 다시 번뇌와 업으로 나뉜다. 달리 말하면, 번뇌와 번뇌의 작용과 동시에 형성되는 업과 업에 의해 생겨나는 결과로 나눌 수 있다. 그리고 이 분류에 따르면 12지분은 다음과 같이 2그룹으로 분류된다.
- 원인
  - 번뇌: ① 무명
  - 업: ② 행
- 결과: ③ 식, ④ 명색, ⑤ 6입, ⑥ 촉, ⑦ 수
- 원인
  - 번뇌: ⑧ 애, ⑨ 취
  - 업: ⑩ 유
- 결과: ⑪ 생, ⑫ 노사

또한, 《대승광오온론》의 해설에 따르면, 원인을 부정하는 것은 선행 · 악행이란 없다고 주장하는 견해를 말한다. 즉, (윤회의 법칙이라는 것이 존재하지 않으므로) 선행과 악행은 단지 현재 생에만 영향을 미치는 행위일 뿐 미래 생의 과보를 낳는 것이 아니라고 주장하는 견해를 말한다. 결과를 부정하는 것은 선행 · 악행에 따른 과보를 부정하는 견해를 말한다. 즉 선행에 의해서 즐거운 과보가 악행에 의해서 괴로운 과보가 생긴다는 것을 부정하는 견해를 말한다.
작용을 부정하는 것은 이 세상[此世]과 저 세상[他世]이 없고, 아버지[父]도 없고 어머니[母]도 없고, 화생(化生)의 중생 즉 천인(天人)도 없다고 주장하는 견해를 말한다. 즉 선업과 악업의 작용을 부정하는 견해를 말한다. 즉, 자신이 이 세상으로 다시 윤회하여 태어난 것은 자신이 스스로 지은 업에 따른 것이라고 보지 않아 이 세상 자체가 잘못된 것이라고 탓하거나, 자신이 이 세상에서 자신의 가족 가운데 태어난 것은 자신이 스스로 지은 업에 따른 것이라고 보지 않고 단지 자신의 부모가 자신을 낳음으로 인해 자신이 태어난 것이라고 보아 자신의 처지에 대해 자신의 부모를 탓하거나, 또는 좋은 업을 쌓아 욕계를 넘어 색계 · 무색계에 태어나는 중생들도 있다는 것을 부정하는 것을 말한다.
선한 일을 허물거나 파괴하는 것은 이 세상으로부터 저 세상으로 태어나는 작용이 없다고 하는 견해, 종자 즉 원인을 지니고 지속시키는 작용이 없다고 하는 견해, 결생(結生: 수태 시에 중유 즉 바르도에서 모태로 의탁하는 것)과 상속의 작용이 없다고 하는 견해, 또는 세간도 없고 세간을 벗어난 출세간의 아라한도 없다고 하는 견해 즉 세간으로부터 출세간으로 넘어가는 작용이 없다고 하는 견해 등을 말한다.
사견(邪見)의 본질적 작용[業]은 선근(善根)을 끊는 것이다. 그리고 불선근(不善根)을 견고히 하는 것의 소의(所依) 즉 의지처 또는 발동근거가 되는 것이다. 또한 불선(不善)을 낳고 선(善)을 낳지 않는 것이다.

##### (26.4) 견취(見取)
견취(見取, 염오견에 대한 집착,
산스크리트어: drstiparāmarśa,
영어: adherence to views,
view of attachment to views)는 살가야견 · 변집견 · 사견의 3견(三見)과 이 3견의 의지처인 갖가지 온(蘊)을 보고[觀] 3견 중 특정 견해와 그것의 의지처가 되는 온을 가장 훌륭한 것[最]이라 여기거나, 뛰어난 것[上]이라 여기거나, 혹은 지극한 것[極]이라 여기는 염오혜(染污慧)를 자성으로 하는 마음작용, 즉 마음과 상응하는 법이다.
《대승광오온론》의 해설에 따르면, 견취(見取)의 본질적 작용[業]은 사견(邪見)의 본질적 작용과 동일하다. 즉 선근(善根)을 끊으며, 불선근(不善根)을 견고히 하는 것의 소의(所依) 즉 의지처 또는 발동근거가 되며, 불선(不善)을 낳으며, 선(善)을 낳지 않는 것이다.

##### (26.5) 계금취(戒禁取)
계금취(戒禁取, 그릇된 계금에 대한 집착,
산스크리트어: śīla-vrata-parāmarśa,
영어: adherence to observances and rituals,
view of rigid attachment to the precepts)는 계율[戒]과 금제[禁]와 이들의 의지처인 갖가지 온(蘊)을 보고[觀] 특정 계율이나 금제 그리고 그것의 의지처가 되는 온을 청정(清淨)이라 여기거나, 해탈(解脫)이라 여기거나, 혹은 출리(出離)라 여기는 염오혜(染污慧)를 자성으로 하는 마음작용, 즉 마음과 상응하는 법이다.
《대승광오온론》의 해설에 따르면, '계(戒)에 대한 집착'이라고 할 때의 계(戒)는 (외도가 설하는 바인) 악견(惡見)으로 시작하는 7종의 악[七種惡]을 떠나는 것을 말한다. 즉, 이 7종의 악을 떠나는 것이 청정 · 해탈 혹은 출리라 여기는 것은 계금취에 속한다.
'금(禁)에 대한 집착'이라고 할 때의 금(禁)은 소 · 개 등의 살생을 금지[牛狗等禁]하거나 스스로 머리카락을 뽑는 것[自拔髮]을 금하는 것 등을 말한다. 즉, 이러한 금제를 지키는 것을 청정 · 해탈 혹은 출리라 여기는 것은 계금취에 속한다.
소와 개 등의 살생을 위해 세 갈래로 생긴 몽둥이를 드는 것[執三支杖]이나 승거학파[僧佉: 힌두철학의 삼키아학파]의 선정[定]과 지혜[慧] 등은 해탈의 원인이 아닌데, 이런 실천들이 해탈을 증득하게 하는 원인이라고 집착하는 것은 계금취에 속한다.
대자재(大自在: 대자재천, 즉 힌두교의 시바신)를 믿고 따르는 것[計大自在], 혹은 세계의 주[世主]를 믿고 따르는 것[計世主], 혹은 고행으로 물이나 불에 들어가는 것[入水火] 등은 생천(生天: 천계에 태어남)의 원인이 아닌데, 이런 실천들이 생천의 원인이라고 집착하는 것은 계금취에 속한다.
'청정(清淨)이라 여긴다'고 할 때의 '청정'이란 위에 열거한 실천들이 해탈 또는 생천을 득하게 하는 무간의 방편(無間方便: 간격 없는 방편, 즉 곧바로 해탈 또는 생천을 득하게 하는 직접적인 수단)이라고 설하여 이러한 실천들을 청정(清淨: 해탈 또는 생천을 가져오는 깨끗한 원인)으로 삼는 것을 말한다. 이러한 견해는 계금취에 속한다.
'해탈(解脫)이라 여긴다'고 할 때의 '해탈'이란 위에 열거한 실천들이 곧 번뇌로부터의 해탈이라 여기는 것 또는 번뇌로부터의 해탈을 가져오는 방편이라고 여기는 것을 말한다. 이러한 견해는 계금취에 속한다.
'출리(出離)라 여긴다'고 할 때의 '출리'란 위에 열거한 실천들이 곧 생사출리(生死出離) 즉 생사(生死: 삶과 죽음, 즉 윤회)를 벗어나는 것[出離] 또는 생사출리를 가져오는 방편이라고 여기는 것을 말한다. 이러한 견해는 계금취에 속한다.
총괄하여 말하자면, 계금취(戒禁取) 즉 '계율과 금제에 대한 집착'이란 위에서 해설한 바와 같은 그릇된 견해들을 말한다.
계금취(戒禁取)의 본질적 작용[業]은 아무런 과실[果, 證果]도 가져오지 않는 헛된 노력[唐勞]과 피로한 고행[疲苦]을 행하는 것의 소의(所依) 즉 의지처 또는 발동근거가 되는 것이다. 달리 말하자면, 계금취(戒禁取)에 속한 실천들은 출고(出苦) 즉 생사윤회의 괴로움으로부터의 해탈을 득하게 할 수 없는 방편들이다.

#### (27) 의(疑)
의(疑, 의심, 망설임, 주저함, 미룸, 진리에 대한 유예,
산스크리트어: vicikitsa,
vicikitsā,
팔리어: vicikicchā,
영어: doubt,
indecision,
skepticism,
indecisive wavering)는 4성제 등의 진리[諦等]에 대해 유예(猶豫: 주저함, 미룸)하는 것을 자성으로 하는 마음작용, 즉 마음과 상응하는 법이다.
의(疑)에는 오직 분별기(分別起)의 1종류만이 있다. 즉 분별기 의(分別起疑)만이 있으며 구생기 의(俱生起疑)는 존재하지 않는다.
《대승광오온론》의 해설에 따르면, 의(疑)의 자성 즉 본질적 성질은 진리[諦]와 보배[寶] 등에 대해 그 존재 유무에 대한 판단 또는 결정을 유예(猶豫: 주저함, 미룸)하는 것이다.
진리[諦]는 고제 · 집제 · 멸제 · 도제의 4성제(四聖諦)를 뜻한다.
보배[寶]는 불보 · 법보 · 승보의 3보(三寶)를 뜻한다.
의(疑)의 선법(善法)을 낳지 않는 것의 소의(所依) 즉 의지처 또는 발동근거가 되는 것이다.

### 수번뇌심소(隨煩惱心所: 20가지)
안혜의 《대승광오온론》에 따르면 20가지 수번뇌심소들 중 몇몇은 탐 · 진 · 치의 3가지 근본번뇌의 개별 또는 다수의 일부분[分] 즉 '특수한 경우[分]'이다. 이를 목록으로 표시하면 다음과 같다.
| 수번뇌심소(隨煩惱心所: 20가지)와 탐 · 진 · 치 1. 분(忿: 분노) - (언급되지 않음) 2. 한(恨: 원한) - (언급되지 않음) 3. 부(覆: 숨김) - 치(癡)의 특수한 경우 4. 뇌(惱: 괴롭힘) - (언급되지 않음) 5. 질(嫉: 질투) - (언급되지 않음) 6. 간(慳: 아까워함) - 탐(貪)의 특수한 경우 7. 광(誑: 속임) - 탐(貪)의 특수한 경우 8. 첨(諂: 아첨) - 탐(貪)과 치(癡)의 특수한 경우 9. 교(憍: 교만) - 탐(貪)의 특수한 경우 10. 해(害: 해침) - 진(瞋)의 특수한 경우 11. 무참(無慚: 부끄러워하지 않음) - (언급되지 않음) 12. 무괴(無愧: 뉘우치지 않음) - (언급되지 않음) 13. 혼침(惛沈: 몽매함) - 치(癡)의 특수한 경우 14. 도거(掉舉: 고요하지 않음) - 탐(貪)의 특수한 경우 15. 불신(不信: 믿지 않음) - (언급되지 않음) 16. 해태(懈怠: 게으름) - (언급되지 않음) 17. 방일(放逸: 노는 것, 불성실) - (언급되지 않음) 18. 망념(忘念: 관찰을 놓침) - (언급되지 않음) 19. 산란(散亂: 마음의 분산) - 탐(貪)과 진(瞋)과 치(癡)의 특수한 경우 20. 부정지(不正知: 오염된 지혜) - (언급되지 않음) |

#### (28) 분(忿)
분(忿, 분노, 비난과 성냄, 노여워함,
산스크리트어: krodha,
영어: fury,
rage,
indigation,
anger)은 불요익사(不饒益事: 넉넉하고 이롭지 않은 일)를 현전(現前)에서 만날 때 마음으로 하여금 손뇌(損惱: 비난하고 성냄)하게 하는 것[心損惱]을 자성으로 하는 마음작용, 즉 마음과 상응하는 법이다.
《대승광오온론》의 해설에 따르면, 분(忿)의 본질적 작용[業]은 포악한 행위나 채찍이나 몽둥이를 휘두르는 행위를 행하는 것의 소의(所依) 즉 의지처 또는 발동근거가 되는 것이다.

#### (29) 한(恨)
한(恨, 원한, 원망,
산스크리트어: upanāha,
영어: resentment,
enmity,
vindictiveness)은 원한[怨]을 맺은 후 버리지 않음[結怨不捨]을 자성으로 하는 마음작용, 즉 마음과 상응하는 법이다. 원한(怨恨, 怨)의 일반 사전적인 뜻은 '원통하고 한되는 생각' 또는 '억울하고 원통한 일을 당하여 응어리진 마음'이다.
《대승광오온론》의 해설에 따르면, 한(恨)의 본질적 작용[業]은 불인(不忍) 즉 참지 못하는 것의 소의(所依) 즉 의지처 또는 발동근거가 되는 것이다.

#### (30) 부(覆)
부(覆, 숨기고 감춤,
산스크리트어: mrakśa,
팔리어: makkha,
영어: concealment,
slyness-concealment,
hypocrisy)는 자신의 죄(罪)를 부장(覆藏: 숨기고 감춤)하는 것[於自罪覆藏]을 자성으로 하는 마음작용, 즉 마음과 상응하는 법이다.
《대승광오온론》의 해설에 따르면, 부(覆)의 자성 즉 본질적 성질은 죄 즉 과실(過失)을 은장(隱藏: 숨기고 감춤)하는 것이다.
죄를 숨기고 감추기 때문에 다른 사람이 바른 가르침으로 꾸짖을 때 죄를 드러내지 못한다. 이러한 이유로, 부(覆)는 치(癡: 어리석음)의 '특수한 경우[分]'이다.
부(覆)의 본질적 작용[業]은 추회(追悔: 후회)나 불안온주(不安隱住: 불안온의 상태에 머뭄, 편안하지 못함, 마음이 편치 못함, 불안감)의 소의(所依) 즉 의지처 또는 발동근거가 되는 것이다.

#### (31) 뇌(惱)
뇌(惱, 괴롭힘, 사나움, 포악함, 죄사에 대한 견고한 집착,
산스크리트어: pradāśa,
영어: spite,
spitefulness,
malice,
stubbornness)는 포악한 말을 하여 다른 사람을 우저(尤蛆) 하는 것[發暴惡言尤蛆] 즉 포악한 말로써 다른 사람을 탓하고 원망하며 힐책하는 것[發暴惡言尤蛆]을 자성으로 하는 마음작용, 즉 마음과 상응하는 법이다.
《대승광오온론》의 해설에 따르면, 뇌(惱: 괴롭힘)의 자성 즉 본질적 성질은 포악한 말을 하여 남을 능멸하고 죄를 짓는 것이다.
분(忿: 분노, 비난과 성냄)과 한(恨: 원한)의 마음작용이 먼저 일어난 후에 뇌(惱: 괴롭힘)의 마음작용이 일어난다. 즉, 먼저 어떤 사람에 대해 분과 한의 마음작용이 일어난 후에 다시 그 사람에게 손해(損害: 좋지 않은 상태가 되게 함) 입히려는 마음이 일어나는 것이다.
뇌(惱)의 본질적 작용[業]은 우고(憂苦: 근심과 괴로움)와 불안온주(不安隱住: 불안온의 상태에 머뭄, 편안하지 못함, 마음이 편치 못함, 불안감)의 소의(所依) 즉 의지처 또는 발동근거가 되는 것이며, 또한 비복(非福: 박복함)을 얻게 하며 악명[惡名稱]을 얻게 하는 것이다.

#### (32) 질(嫉)
질(嫉, 시기, 질투,
산스크리트어: īrṣyā,
irshya,
팔리어: issā,
영어: jealousy,
envy)은 타성사(他盛事) 즉 남의 잘되는 일에 대해 마음으로 하여금 시기[妒: 시기, 질투]하게 하는 것[於他盛事心妒]을 자성으로 하는 마음작용, 즉 마음과 상응하는 법이다.
《대승광오온론》의 해설에 따르면, 자신의 명리(名利)를 바라기 때문에 타성사(他盛事) 즉 남의 잘되는 일에 대해 참고 견딜 수가 없어서 투기심(妒忌心) 즉 시기하고 질투하는 마음이 생긴다.
질(嫉, 질투)의 본질적 작용[業]은 스스로 우고(憂苦: 근심과 괴로움)에 머무는 것의 소의(所依) 즉 의지처 또는 발동근거가 되는 것이다.

#### (33) 간(慳)
간(慳, 아까워함, 인색, 희사하지 못함, 베풀지 못함,
산스크리트어: mātsarya,
팔리어: macchariya,
영어: stinginess,
avarice,
miserliness,
greed)은 보시(布施)와 반대되는 마음작용으로, 마음으로 하여금 인색(吝嗇)하게 하는 것[心吝]을 자성으로 하는 마음작용, 즉 마음과 상응하는 법이다.
《대승광오온론》의 해설에 따르면, 간(慳)이란 재물 등에 대해서 아까워하고 애석해 하기 때문에 베품[惠]과 보시[施]를 행할 수 없는 것과 같은 것들이다.
재물 등과 같은 생활에 도움을 주는 갖가지 물건[利養眾具]에 대해 마음이 두루 집착하는 것이기 때문에, 간(慳)은 탐(貪)의 '특수한 경우[分]'이다.
간(慳)의 본질적 작용[業]은 무염족(無厭足: 질려서 그만 족하지 못하는 것, 즉 결코 만족하지 못하는 것)의 소의(所依) 즉 의지처 또는 발동근거가 되는 것이다. 무염족이란 아까워하고 인색하기 때문에 소용이 없는 물건을 미리 항상 쌓아두는 것을 말한다.

#### (34) 광(誑)
광(誑, 속임, 미혹시킴,
산스크리트어: śāthya,
영어: hypocrisy,
dishonesty,
deception,
spirit of deception)은 남을 속이기 위해 진실이 아닌 것[不實事]을 진실인 것처럼 거짓으로 나타내는 것[為誑他詐現不實事]을 자성으로 하는 마음작용, 즉 마음과 상응하는 법이다.
《대승광오온론》의 해설에 따르면, 광(誑)의 자성 즉 본질적 성질은  다른 사람에게 핑계를 대고[矯] 거짓말을 하여[妄] 사실이 아닌 공덕(功德)을 사실인 것처럼 드러내는 것이다.
광(誑)은 탐(貪)의 '특수한 경우[分]'이다.
광(誑)의 본질적 작용[業]은 8사행 가운데 사명(邪命: 삿된 생활, 그릇된 생활)의 소의(所依) 즉 의지처 또는 발동근거가 되는 것이다.

#### (35) 첨(諂)
첨(諂, 마야, 가장하여 숨김, 심곡, 아첨,
산스크리트어: māyā,
영어: pretense,
deceit,
dissimilation)은 심곡(心曲) 즉 마음의 왜곡을 자성으로 하는 마음작용, 즉 마음과 상응하는 법이다. 심곡은 자신의 허물[自過]을 부장(覆藏: 덮어 감춤)하기 위해 사용하는 방편들 중의 하나이다. 따라서, 첨(諂)은 자신의 허물을 덮어 감추기 위해 마음으로 하여금 스스로를 왜곡시키게 하는 마음작용이다.
《대승광오온론》의 해설에 따르면, 첨(諂)의 자성 즉 본질적 성질은  거짓[矯]으로 방편을 세워 자신의 잘못[過]과 악행[惡]을 숨기는 심곡(心曲: 마음의 왜곡)이다. 말하자면, 첨(諂)은 명리(名利: 명성과 이익)를 위하여 계교를 부리고 집착하는 바가 있는 것이다.
첨(諂)은 탐(貪)과 치(癡)의 '특수한 경우[分]'이다.
첨(諂)의 본질적 작용[業]은 바른 가르침과 꾸짖음을 장애하는 것이다. 즉, 죄가 있음에도 불구하고 스스로 있는 그대로 드러내어 참회[懺]하지 못하고 가르침을 받아들이지 못하게 되는 것이다.

#### (36) 교(憍)
교(憍, 교만, 오염된 기쁨,
산스크리트어: mada,
팔리어: mada,
영어: self-satisfaction,
self-infatuation,
mental inflation,
smugness,
conceit)는 자성사(自盛事) 즉 자신의 잘되는 일에 대해 염착(染著)하여 거만[倨傲]해져서 마음으로 하여금 스스로를 자부하고 믿게 하는 것[心恃]을 자성으로 하는 마음작용, 즉 마음과 상응하는 법이다. 시(恃) 즉 스스로를 자부하고 믿는 것[恃]이란 자신의 현 상태에 만족하여 더 이상 선업(善業)을 닦으려 하지 않는 것을 말한다.
《대승광오온론》의 해설에 따르면, 교(憍)의 자성 즉 본질적 성질은 성사(盛事: 잘되는 일) 즉 자성사(自盛事: 자신의 잘되는 일)에 대해 염착(染著)하여 거만[倨傲]해져서 능진(能盡: 다 소모함)하는 것이다.
성사(盛事: 잘되는 일) 즉 자성사(自盛事: 자신의 잘되는 일)는 유루(有漏)의 성사 즉 유루의 잘되는 일을 말한다.
염착(染著)하여 거만[倨傲]해지는 것은 염애(染愛: 오염된 애착)에 대해 기뻐하고[悅] 즐기며[豫] 긍지를 가지고[矜] 자부하는[恃] 것을 말한다.
교(憍)는 탐(貪)의 '특수한 경우[分]'이다.
능진(能盡: 다 소모함)은 모든 선근(善根)이 다 소모되어 없어지는 것을 말한다.

#### (37) 해(害)
해(害, 핍박, 해침, 손뇌,
산스크리트어: vihiṃsā,
영어: hostility,
cruelty,
intention to harm,
spirit of violence)는 여러 유정에게 손뇌(損惱)의 행위들을 하는 것, 즉 여러 유정에게 손해(損害: 좋지 않은 상태가 되게 함)를 입히고 괴롭히는 것[於諸有情損惱]을 자성으로 하는 마음작용, 즉 마음과 상응하는 법이다.
《대승광오온론》의 해설에 따르면, 해(害: 해침)는 진(瞋: 손해를 입히는 것을 좋아함)의 '특수한 경우[分]'이다.
손뇌(損惱: 손해를 입히고 괴롭힘)는 채찍을 휘두르고 몽둥이로 때리는 것[加鞭杖] 등의 일, 즉 폭력을 행사하는 것을 말한다.
해(害의 본질적 작용[業]은 손뇌(損惱)의 행위들을 하는 것, 즉 폭력을 행사하는 것의 소의(所依) 즉 의지처 또는 발동근거가 되는 것이다.

#### (38) 무참(無慚)
무참(無慚, 스스로에게 부끄러워하지 않음, 공경하지 않음,
산스크리트어: āhrīkya,
ahrī,
팔리어: ahirika,
영어: lack of shame,
lack of consciousness,
consciencelessness,
shamelessness,
disrespect)은 자신이 지은 죄에 대해 스스로에게 수치스럽게 여기치 않는 것[於所作罪不自羞恥]을 자성으로 하는 마음작용, 즉 마음과 상응하는 법이다.
《대승광오온론》의 해설에 따르면, 무참(無慚)의 본질적 작용[業]은 번뇌심소[煩惱]와 수번뇌심소[隨煩惱]에 속한 모든 마음작용들, 즉 모든 번뇌성의 마음작용들, 즉 모든 번뇌에 대해 조력[助伴]이 되는 것이다.

#### (39) 무괴(無愧)
무괴(無愧, 남에게 부끄러워하지 않음, 뉘우치지 않음, 두려워하지 않음,
산스크리트어: anapatrāpya,
atrapā,
팔리어: anottappa,
영어: lack of propriety,
disregard,
shamelessness)는 자신이 지은 죄에 대해 남에게 수치스럽게 여기치 않는 것[於所作罪不羞恥他]을 자성으로 하는 마음작용, 즉 마음과 상응하는 법이다.
무괴(無愧, 뉘우치지 않음)의 본질적 작용[業]은 무참(無慚, 부끄러워하지 않음)의 본질적 작용과 동일하다. 즉 번뇌심소[煩惱]와 수번뇌심소[隨煩惱]에 속한 모든 마음작용들, 즉 모든 번뇌성의 마음작용들, 즉 모든 번뇌에 대해 조력[助伴]이 되는 것이다.

#### (40) 혼침(惛沈)
혼침(惛沈, 몽매함, 침울함, 어두움, 무거움,
감당할 능력이 없음, 민활하지 못함,
산스크리트어: styāna,
팔리어: thīna,
영어: lethargy,
gloominess,
foggymindedness,
torpor)은 마음으로 하여금 조양(調暢: 고르고 화창함, 순조롭고 화창함)하지 못하게 하여 감능(堪能: 일을 잘 감당할 만한 능력이 있음)하지 못하게 하고 몽매(蒙昧: 어리석고 어두움)하게 하는 것[無所堪能蒙昧]을 자성으로 하는 마음작용, 즉 마음과 상응하는 법이다.
《대승광오온론》의 해설에 따르면, 혼침(惛沈)은 치(癡)의 '특수한 경우[分]'이다.
혼침(惛沈)의 본질적 작용[業]은 번뇌심소[煩惱]와 수번뇌심소[隨煩惱]에 속한 모든 마음작용들, 즉 모든 번뇌성의 마음작용들, 즉 모든 번뇌의 소의(所依) 즉 의지처 또는 발동근거가 되는 것이다.

#### (41) 도거(掉舉)
도거(掉擧, 고요하지 않음, 들뜸,
산스크리트어: auddhatya,
팔리어: uddhacca,
영어: excitement,
restlessness,
ebullience,
flightiness of mind, dissipation)는 마음으로 하여금 부적정(不寂靜: 고요하지 않음, 고요하지 못함)하게 하는 것[心不寂靜]을 자성으로 하는 마음작용, 즉 마음과 상응하는 법이다.
《대승광오온론》의 해설에 따르면, 도거(掉擧, 고요하지 않음)의 자성 즉 본질적 성질은 기쁘고 즐거웠던 일들을 회상하고 기억함[憶念]에 따라 마음이 부적정(不寂靜: 고요하지 않음, 고요하지 못함)의 상태에 있는 것이다.
또한, 《대승광오온론》에서는, 과거의 '즐거웠고 기뻤던 일[遊戲歡笑等事]'을 먼저 회상하고 기억함[憶念]에 의해 마음이 부적정(不寂靜: 고요하지 않음, 고요하지 못함)의 상태, 즉 도거(掉擧, 고요하지 않음)의 상태에 들어가게 되는 것임을 마땅히 알아야 한다고 말하고 있다.
도거(掉擧)는 치(癡)의 '특수한 경우[分]'이다.
도거(掉擧)의 본질적 작용[業]은 사마타(奢摩他) 즉 지(止)를 장애하는 것이다.

#### (42) 불신(不信)
불신(不信, 믿지 않음, 인가하지 않음, 청정하지 않음, 희망하지 않음,
산스크리트어: āśraddhya,
영어: lack of faith,
lack of trust,
disbelieving a fact, disbelief)은 신(信)에 의해 대치(對治)되는 마음작용으로, 업(業) · 과(果) 등을 바르게 믿고 따르지 않아서[於業果等不正信順] 마음이 청정해지지 않는 것[心不清淨]을 자성으로 하는 마음작용, 즉 마음과 상응하는 법이다.
《대승광오온론》의 해설에 따르면, 업(業)은 복업(福業: 욕계의 선업) · 비복업(非福業: 욕계의 불선업) · 부동업(不動業: 색계 · 무색계의 선업)의 복등3업(福等三業)을 뜻한다.
과(果)는 수다원과 · 사다함과 · 아나함과 · 아라한과의 4과(四果)를 뜻한다.
불신(不信)의 본질적 작용[業]은 수번뇌심소에 속한 해태(懈怠: 게으름)의 마음작용의 소의(所依) 즉 의지처 또는 발동근거가 되는 것이다.

#### (43) 해태(懈怠)
해태(懈怠, 게으름, 책려하지 않음, 노력하지 않음,
산스크리트어: kausīdya,
팔리어: kusīta,
영어: laziness,
slothfulness,
spiritual sloth, idleness)는 정진(精進)에 의해 대치(對治)되는 마음작용으로, 갖가지 선품(善品)에 대해 마음이 용맹스럽지 않은 것[於諸善品心不勇猛]을 자성으로 하는 마음작용, 즉 마음과 상응하는 법이다.
《대승광오온론》의 해설에 따르면, 해태(懈怠)의 본질적 작용[業]은 갖가지 선법(善法)을 근면하게 닦는 것을 장애하는 것이다.

#### (44) 방일(放逸)
방일(放逸, 노는 것, 불성실, 포기,
선법을 닦지 않음, 마음을 방호하지 않음,
산스크리트어: pramāda,
영어: heedlessness,
carelessness,
unconcern,
non-diligence)은 탐(貪: 탐욕, 집착) · 진(瞋: 성냄, 손해입힘을 좋아함) · 치(癡: 어리석음) · 해태(懈怠: 게으름)로 말미암아 마음이 갖가지 번뇌를 막아 스스로를 지키지 못하는 것[於諸煩惱心不防護]과 갖가지 선품(善品)을 닦지 못하는 것[於諸善品不能修習]을 자성으로 하는 마음작용, 즉 마음과 상응하는 법이다.
《대승광오온론》의 해설에 따르면, 방일(放逸)의 본질적 작용[業]은 불선법(不善法)은 증대되고 선법(善法)은 감소되게 하는 것이다.

#### (45) 망념(忘念)
망념(忘念, 실념, 염오념, 그릇된 염, 오염된 염,
관을 놓침, 정념을 놓침, 4념처를 놓침,
산스크리트어: muṣitasmṛtitā,
영어: forgetfulness)은 실념(失念)이라고도 하는데, 염오념(染污念) 즉 오염된 염(念)을 말하는 것으로, 갖가지 선법(善法)을 명기(明記: 분명히 기억하는 것, 즉 8정도의 정념, 즉 37도품의 4념처)하는 것을 하지 못하는 것[不能明記]을 자성으로 하는 마음작용, 즉 마음과 상응하는 법이다.
《대승광오온론》의 해설에 따르면, 염오념(染污念) 즉 오염된 염(念)이란 번뇌와 함께 하는[煩惱俱] 염(念)을 말한다. 즉 번뇌와 상응하고 있는 상태의 염(念)을 말한다.
'선법을 분명히 기억하는 것을 하지 못하는 것[善不明記]'은 바른 가르침을 받았지만 기억하여 지니지 못하는 것을 말한다.
망념(忘念) 또는 실념(失念)의 본질적 작용[業]은 수번뇌심소에 속한 산란(散亂)의 마음작용의 소의(所依) 즉 의지처 또는 발동근거가 되는 것이다.

#### (46) 산란(散亂)
산란(散亂, 마음의 분산, 마음의 흐트러짐,
염오등지, 염오삼마지, 그릇된 등지, 그릇된 삼마지, 오염된 등지, 오염된 삼마지,
산스크리트어: vikṣepa,
영어: distraction,
desultoriness)은 탐(貪: 탐욕, 집착) · 진(瞋: 성냄, 손해입힘을 좋아함) · 치(癡: 어리석음)의 일부인 심유탕(心流蕩: 마음의 방탕히 흐름)[貪瞋癡分心流蕩]을 자성으로 하는 마음작용, 즉 마음과 상응하는 법이다. 즉 마음을 분산(分散: 나누어 따로따로 흩어지게 함)시키는 마음작용이다.
《대승광오온론》의 해설에 따르면, 산란(散亂, 마음의 분산)의 본질적 작용[業]은 이욕(離欲) 즉 욕계르 떠남을 장애하는 것이다.

#### (47) 부정지(不正知)
부정지(不正知, 염오혜, 악혜, 그릇된 이해, 그릇된 앎,
오염된 이해, 오염된 앎, 바르게 알지 못함, 바르지 않은 앎,
산스크리트어: asaṃprajanya,
영어: non-alertness,
inattentiveness)는 신업 · 어업 · 의업의 3업이 현전(現前)에서 행해질 때 마음으로 하여금 그 행위들에 바르게 의지[依]하고 안주[住]하지 못하게 하는 것[不正依住]을 자성으로 하는 마음작용, 즉 마음과 상응하는 법이다.
《대승광오온론》의 해설에 따르면, 부정지(不正知)는 번뇌와 상응하고 있는 상태의 혜(慧), 즉 염혜(染慧) 또는 염오혜(染汚慧)를 말하는 것으로, 부정지(不正知)의 자성 즉 본질적 성질은 그릇된 신업 · 어업 · 의업의 3업을 일으키는 것이다. 즉 부정지(不正知)란 그릇된 3업을 일으키는 혜(慧)를 말한다.
부정지(不正知)의 본질적 작용[業]은 계율[律]을 어기게 하는 것이다. 즉, 부정지(不正知)의 상태에서는 가고 오는 것 등에 대해서 바르게 관찰하지 못하기 때문에 마땅히 해야 알 일과 하지 말아야 할 일에 대해서 알지 못하게 되고 따라서 율의(律儀: 계율)를 어기게 되는 것이다.

### 불결정심소(不決定心所: 4가지)

#### (48) 악작(惡作)
악작(惡作, 후회, 추회
산스크리트어: kaukṛitya,
kaukritya,
팔리어: kukkucca,
영어: regret,
worry)은 심변회(心變悔) 즉 마음이 변하여 후회하는 것을 자성으로 하는 마음작용, 즉 마음과 상응하는 법이다.
《대승광오온론》의 해설에 따르면, '잘못 지은 바가 있음[惡所作]'을 줄여서 악작(惡作: 후회, 즉 잘못 지은 바가 지음 → 그것을 후회함)이라고 이름한 것이다.
또한 《대승광오온론》의 해설에 따르면, 이 악작의 마음작용의 본질[體]은 '즉각적인 후회[即變悔]'가 아니다. 즉, 먼저 일단 '잘못 지은 바 있고[惡所作]' 그런 후 시간이 지나서 나중에 그 지은 바에 대해 추회(追悔: 후회)를 일으키는 것이다. 따라서, 악작(惡作)이라는 명칭은 원인으로써 결과를 가리키는 형태의 명명법에 의한 것이다. 즉, '잘못 지은 바가 있음[惡所作 → 惡作]'이라는 원인 때문에 '후회'라는 결과가 있는데, '잘못 지은 바가 있음[惡所作 → 惡作]' 즉 '악작'이라는 원인으로써 '후회'라는 결과를 뜻하도록 한 것이다.
《대승광오온론》의 해설에 따르면, 다음과 같은 유형의 악작 즉 후회가 있다.
- 악작 즉 결과인 후회가 선(善)인 경우
  - 먼저 선을 짓지 않고 나중에 후회하는 마음을 일으킨 경우: 후회의 원인도 선이고 결과인 후회도 선이다.
  - 먼저 악을 짓고 나중에 후회하는 마음을 일으킨 경우: 후회의 원인은 불선이지만 결과인 후회는 선이다.
- 악작 즉 결과인 후회가 불선(不善)인 경우
  - 먼저 악을 짓지 않고 나중에 후회하는 마음을 일으킨 경우: 후회의 원인도 불선이고 결과인 후회도 불선이다.
  - 먼저 선을 짓고 나중에 후회하는 마음을 일으킨 경우: 후회의 원인은 선이지만 결과인 후회는 불선이다.

#### (49) 수면(睡眠)
수면(睡眠, 잠, 흐릿함, 약화됨, 자유로이 움직이지 못함,
산스크리트어: middha,
팔리어: middha,
영어: torpor,
sleep,
drowsiness,
apathy)은 마음과 마음작용으로 하여금 자재(自在)로이 즉 자유로이 움직이지 못하는 심극매략(心極昧略)의 상태에 있게 하는 것, 즉 마음과 마음작용으로 하여금 지극히 흐릿하고[昧, 어둑어둑함] 약화된[略: 간략화함, 생략함, 약탈함, 대략; 어원적으로는 '일시적으로 또는 강제로 빼앗김'] 상태에 있게 하는 것을 자성으로 하는 마음작용, 즉 마음과 상응하는 법이다.
《대승광오온론》의 해설에 따르면, 수면(睡眠, 잠, 흐릿함, 약화됨, 자유로이 움직이지 못함)의 마음작용은 치(癡)의 '특수한 경우[分]'이다.
수면(睡眠, 잠, 흐릿함, 약화됨, 자유로이 움직이지 못함)의 마음작용은 선 · 불선 · 무기에 모두 통한다.
수면(睡眠, 잠, 흐릿함, 약화됨, 자유로이 움직이지 못함)의 마음작용의 본질적 작용[業]은 과실(過失: 허물, 잘못)의 소의(所依) 즉 의지처 또는 발동근거가 되는 것이다.

#### (50) 심(尋)
심(尋, 대강의 상(相: 성질, 모습, 자성)을 분별함,
거친 성질, 거친 움직임,
산스크리트어: vitarka,
vitarkah,
팔리어: vitakka,
영어: conception,
selectiveness,
gross detection,
examination,
application of thought,
applied thinking,
initial application,
grossness of the mind)은 능히 의언(意言: 뜻의 말, 마음속의 단어)의 분별(分別)을 심구(尋求: 대강 찾고 구함)할 수 있는 사(思)와 혜(慧)의 마음작용의 차별(差別)로서의, 심추(心麤) 즉 마음의 거친 성질을 자성으로 하는 마음작용, 즉 마음과 상응하는 법이다.
《대승광오온론》의 해설에 따르면, 심(尋, 대강의 상을 분별함)의 마음작용은 사와 혜의 차별[思慧差別]을 말하는데, 그 중에서도 특히 의언을 심구[意言尋求]하는 사와 혜의 차별[思慧差別]을 말한다. 이것의 자성 즉 본질적 성질은 마음으로 하여금 인식대상의 추상(麤相) 즉 대강의 상(相: 성질, 모습, 자성)을 분별하게 하는 것이다.
의언(意言) 즉 '뜻의 말' 즉 '마음속의 단어'는 의식(意識) 즉 제6의식이  인식대상의 추상(麤相) 혹은 세상(細相)을 분별하고 있는 상태에서, 즉 심(尋) 혹은 사(伺)와 상응하여 함께 현행하고 있는 상태에서, 의식(意識) 즉 제6의식이 사(思) 또는 혜(慧)를 소의로 하여 일으키는 것들이다.
'추상(麤相) 즉 대강의 모습을 분별한다'는 것은 물병 · 옷 · 수레 등의 인식대상에 대해 그것의 대강의 상(相: 성질, 모습, 자성)을 심구(尋求: 찾고 구함)한다는 의미이다.
심(尋, 대강의 상을 분별함)의 마음작용의 본질적 작용[業]은 변행심소에 속한 낙촉(樂觸: 3수 중 낙수를 일으키는 촉) · 고촉(苦觸: 3수 중 고수를 일으키는 촉) 등의 마음작용의 소의(所依) 즉 의지처 또는 발동근거가 되는 것이다.

#### (51) 사(伺)
사(伺, 자세한 상(相: 성질, 모습, 자성)을 분별함,
세밀한 성질, 세밀한 움직임,
산스크리트어: vicara,
vitarkah,
팔리어: vicāra,
영어: discernment,
discursiveness,
analysis,
sustained application,
sustained thinking,
selectiveness,
subtle discernment,
subtlety of the mind)는 능히 의언(意言: 뜻의 말, 마음속의 단어)의 분별(分別)을 사찰(伺察: 정밀하게 살펴봄)할 수 있는 사(思)와 혜(慧)의 마음작용의 차별(差別)로서의, 심세(心細) 즉 마음의 세밀한 성질을 자성으로 하는 마음작용, 즉 마음과 상응하는 법이다.
《대승광오온론》의 해설에 따르면, 사(伺, 자세한 상을 분별함)의 마음작용은 사와 혜의 차별[思慧差別]을 말하는데, 그 중에서도 특히 의언을 사찰[意言伺察]하는 사와 혜의 차별[思慧差別]을 말한다. 이것의 자성 즉 본질적 성질은 마음으로 하여금 인식대상의 세상(細相) 즉 자세한 상(相: 성질, 모습, 자성)을 분별하게 하는 것이다.
의언(意言) 즉 '뜻의 말' 즉 '마음속의 단어'는 의식(意識) 즉 제6의식이  인식대상의 추상(麤相) 혹은 세상(細相)을 분별하고 있는 상태에서, 즉 심(尋) 혹은 사(伺)와 상응하여 함께 현행하고 있는 상태에서, 의식(意識) 즉 제6의식이 사(思) 또는 혜(慧)를 소의로 하여 일으키는 것들이다.
'세상(細相) 즉 자세한 모습을 분별한다'는 것은 물병 · 옷 · 수레 등의 인식대상에 대해 그것의 자세한 상(相: 성질, 모습, 자성)을 분별하여서 어떤 상(相: 성질, 모습, 자성)은 있고 어떤 상(相: 성질, 모습, 자성)은 없는지 등을 차별짓는 것을 말한다.

## 같이 보기
- 대승오온론
- 대승광오온론
- 마음작용
  - 부파불교의 설일체유부
    - 마음작용 (아비달마품류족론)
    - 마음작용 (아비달마구사론)
    - 마음작용 (아비달마순정리론)
    - 마음작용 (아비달마장현종론)

  - 대승불교의 유식유가행파
    - 마음작용 (유가사지론)
    - 마음작용 (현양성교론)
    - 마음작용 (대승아비달마집론·잡집론)
    - 마음작용 (대승오온론·광오온론)
    - 마음작용 (대승백법명문론·해)
    - 마음작용 (성유식론)
- 심불상응행법 (대승오온론·광오온론)

## 참고 문헌
- 곽철환 (2003). 《시공 불교사전》. 시공사 / 네이버 지식백과. |title=에 외부 링크가 있음 (도움말)
- 세우 지음, 현장 한역, 송성수 번역 (K.949, T.1542). 《아비달마품류족론》. 한글대장경 검색시스템 - 전자불전연구소 / 동국역경원. K.949(25-149), T.1542(26-692). |title=에 외부 링크가 있음 (도움말)
- 세친 지음, 현장 한역, 송성수 번역 (K.618, T.1612). 《대승오온론》. 한글대장경 검색시스템 - 전자불전연구소 / 동국역경원. K.618(17-637), T.1612(31-848). |title=에 외부 링크가 있음 (도움말)
- 안혜 지음, 지바하라 한역, 조환기 번역 (K.619, T.1613). 《대승광오온론》. 한글대장경 검색시스템 - 전자불전연구소 / 동국역경원. K.619(17-641), T.1613(31-850). |title=에 외부 링크가 있음 (도움말)
- 운허.  동국역경원 편집, 편집. 《불교 사전》. |title=에 외부 링크가 있음 (도움말)
- (중국어) 星雲. 《佛光大辭典(불광대사전)》 3판. |title=에 외부 링크가 있음 (도움말)
- (중국어) 세우 조, 현장 한역 (T.1542). 《아비달마품류족론(阿毘達磨品類足論)》. 대정신수대장경. T26, No. 1542, CBETA. |title=에 외부 링크가 있음 (도움말)
- (중국어) 세친 조, 현장 한역 (T.1612). 《대승오온론(大乘五蘊論)》. 대정신수대장경. T31, No. 1612, CBETA. |title=에 외부 링크가 있음 (도움말)
- (중국어) 안혜 조, 지바하라 한역 (T.1613). 《대승광오온론(大乘廣五蘊論)》. 대정신수대장경. T31, No. 1613, CBETA. |title=에 외부 링크가 있음 (도움말)

## 주해
1. ↑  어피택법(於彼擇法)의 문자 그대로의 해석은 '저것에 대해 택법하는 것'인데  이에 대해 《대승광오온론》에서는 "即於彼者 謂所觀事"라고 해설하고 있다. 즉 '저것[彼]'은  소관사(所觀事)를 가리킨다.
2. ↑  불교에서는 힌두교의 아트만과 브라만이 실법(實法) 즉 실재하는 존재 또는 실체가 아니라 5온에 근거하여 성립된 관념 즉 가법(假法)일 뿐이라고 본다. 그리고 이러한 가설적 존재들을 설정하지 않아도 해탈 또는 완전한 깨달음이 가능하다고 보며, 나아가 이러한 가설적 존재들에 의존하는 것이 도리어 해탈 또는 완전한 깨달음에 장애가 된다고 본다. 이에 비해 힌두교에서는 영원불멸한 존재인 브라만에서 현상(불교 용어로는, 유위법 즉 5온 즉 만법 즉 우주)이 전개된다고 본다. 따라서 아트만과 브라만이 하나가 되는 범아일여(梵我一如)의 경지 즉 사마디 상태에서만 진리를 알게 된다고, 즉 즈냐나[智, 지혜]가 획득된다고 본다. 이와 같이, 불교와 힌두교는 현상을 바라보는 관점이 서로 상이하며, 각각 나름의 논리를 갖추고 있다.